# Liv Racing TeqFind
Liv Racing Xstra is een voormalige Nederlandse vrouwenwielerploeg met een UCI Women's World Tour-licentie. Het team droeg de volgende namen: DSB Bank (2006-2009), Nederland Bloeit (2009-2011), Rabobank-Liv (2012-2016), WM3 (2017), Waowdeals (2018), CCC-Liv (2019-2020) en Liv Racing (2021-2023).

## Sponsors

### DSB Bank - Nederland Bloeit (2006-2011)

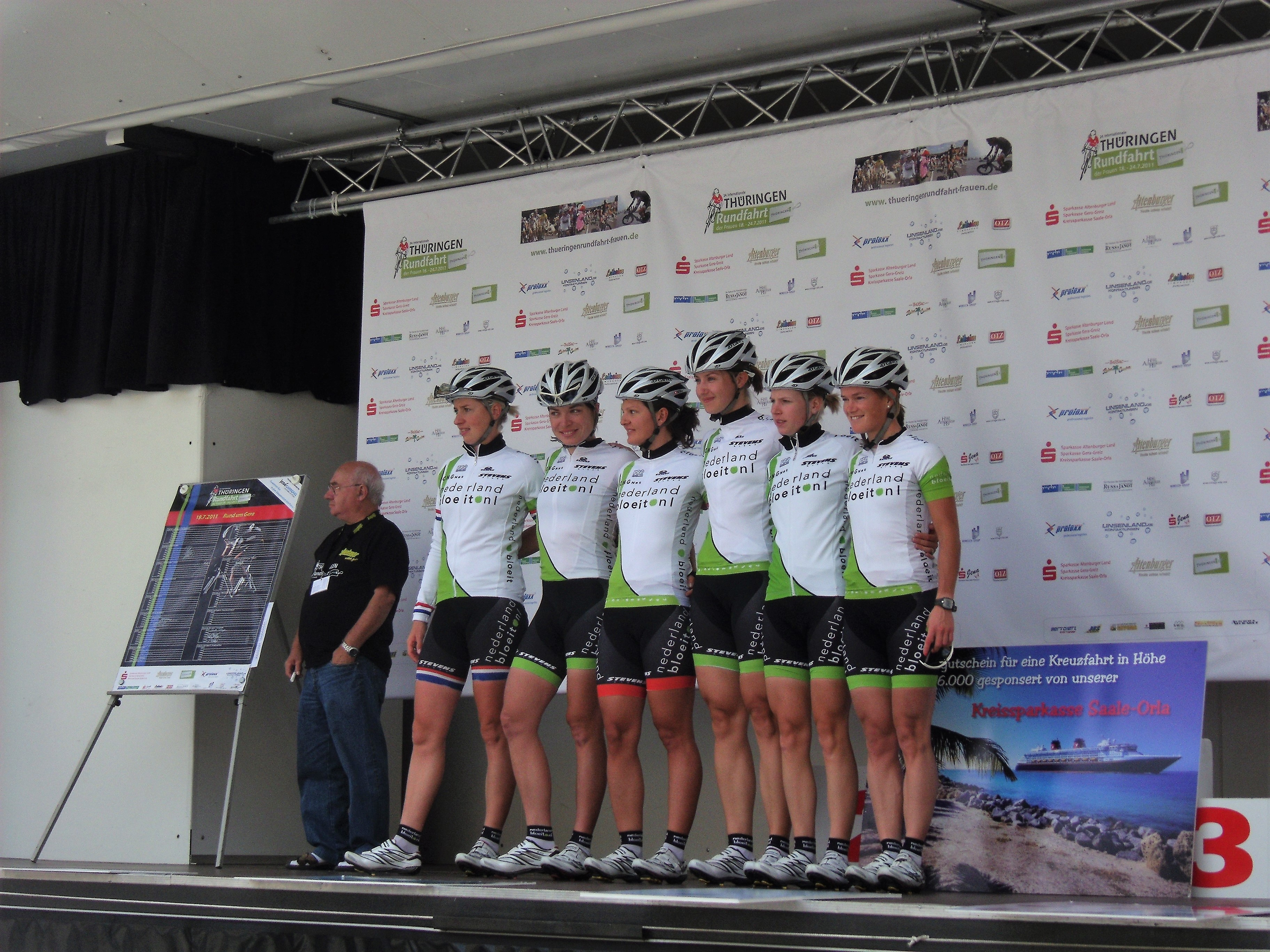
Team Nederland bloeit in 2011

Van 2006 tot 2009 was DSB de hoofdsponsor en naamgever van de ploeg. Op 15 september 2009 werd bekend dat DSB aan het einde van het seizoen zou stoppen met de sponsoring. In 2010 ging men verder onder de naam Nederland Bloeit wielerploeg.

### Rabobank - Liv (2012-2016)

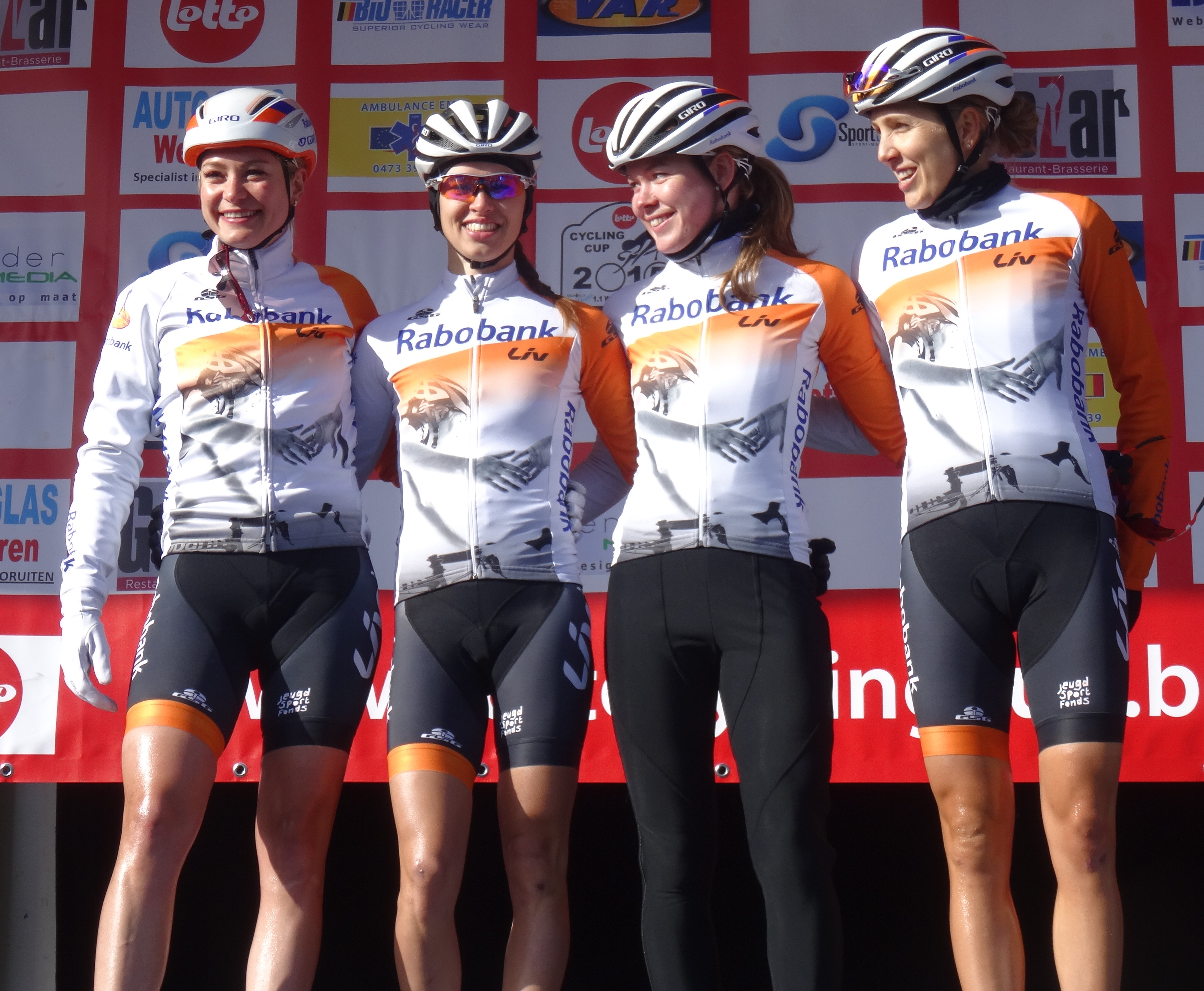
Team Rabobank-Liv in 2015

Vanaf 2012 werd de ploeg gesponsord door Rabobank. Ook Interpolis en Giant ondersteunen de ploeg. Vanaf 2013 werd de ploeg mede genoemd naar het merk van damesfietsen van Giant: Liv.
Eind 2015 maakte Rabobank bekend na 2016 te stoppen met sponsoring van zowel de vrouwenploeg als de opleidingsploeg Rabobank Development Team. Het budget van de vrouwenploeg bedroeg ongeveer € 1,5 miljoen.

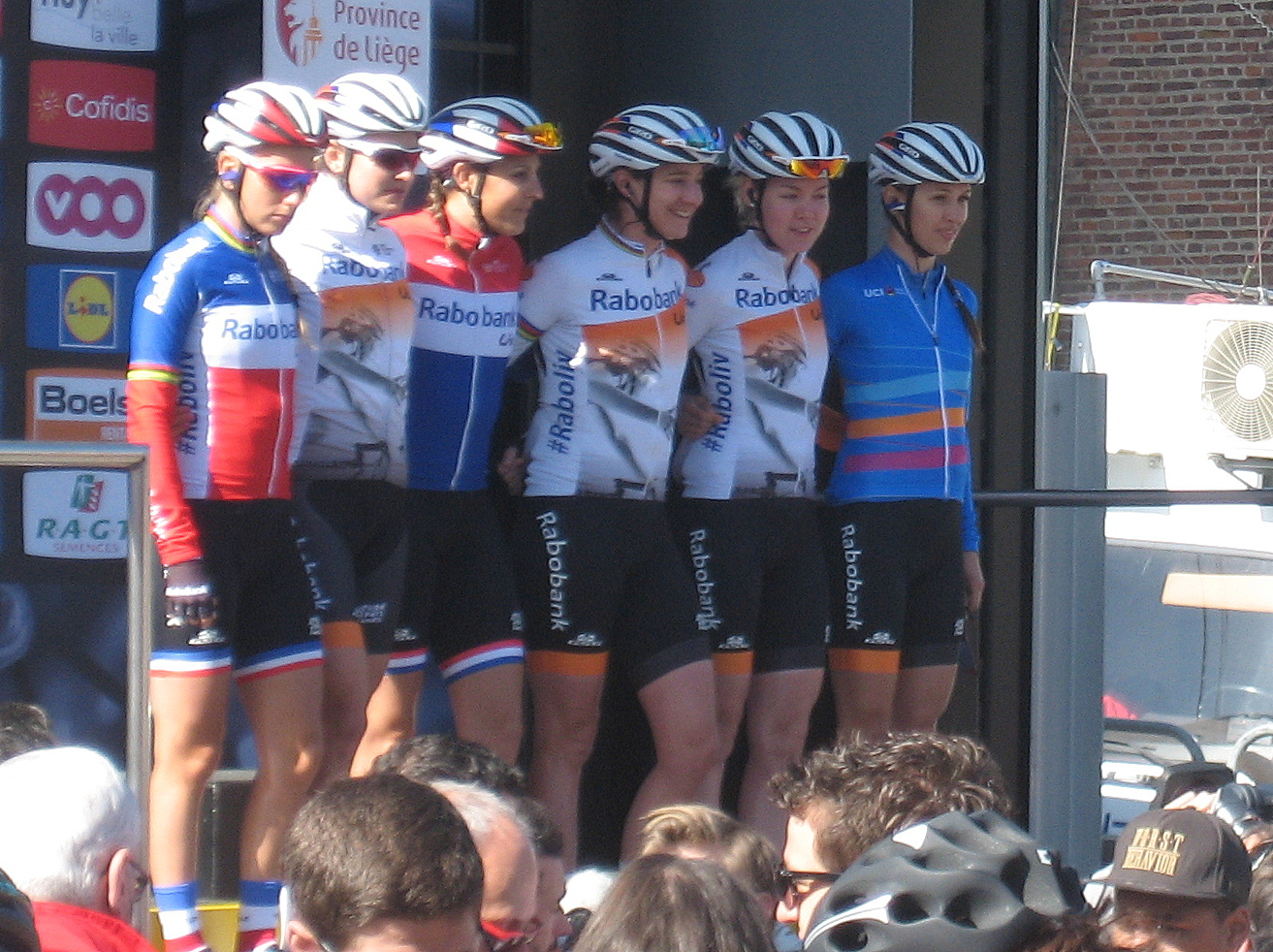
Team Rabobank-Liv in 2016

Toen er in augustus 2016 nog geen sponsor voor het volgende jaar gevonden was, werd bekend dat Lucinda Brand het team verruilde voor Liv-Plantur en kersvers olympisch kampioene Anna van der Breggen vertrok naar Boels Dolmans. Later kondigden Roxane Knetemann en Shara Gillow aan in 2017 te rijden voor het Franse Poitou-Charentes.Futuroscope.86, Thalita de Jong ging naar Lares-Waowdeals en ploegleider Koos Moerenhout verliet het vrouwenpeloton en ging naar Axeon Hagens Berman van Axel Merckx. In september maakte ook Pauline Ferrand-Prévot bekend over te stappen naar Canyon-SRAM.

### Fortitude: WM3 (2017), Waowdeals (2018)
Op 29 september 2016 maakte het team bekend de komende jaren door te gaan als het project Fortitude. Naast de kopvrouwen Marianne Vos en Katarzyna Niewiadoma, bleven de Nederlandse talenten Yara Kastelijn, Jeanne Korevaar, Anouska Koster en Moniek Tenniglo ook verbonden aan de ploeg. Verder werd het team versterkt met Riejanne Markus (Liv-Plantur), de Poolse Anna Plichta (BTC), de Italiaanse Valentina Scandolara (Cylance), de Australische Lauren Kitchen (Hitec) en de Israëlische Rotem Gafinovitz (IGP). In november werd in het energiebedrijf WM3 een hoofdsponsor voor vijf jaar gevonden. Ook werd Jeroen Blijlevens aangetrokken; hij was tussen 2009 en 2012 ook al ploegleider bij dit team.

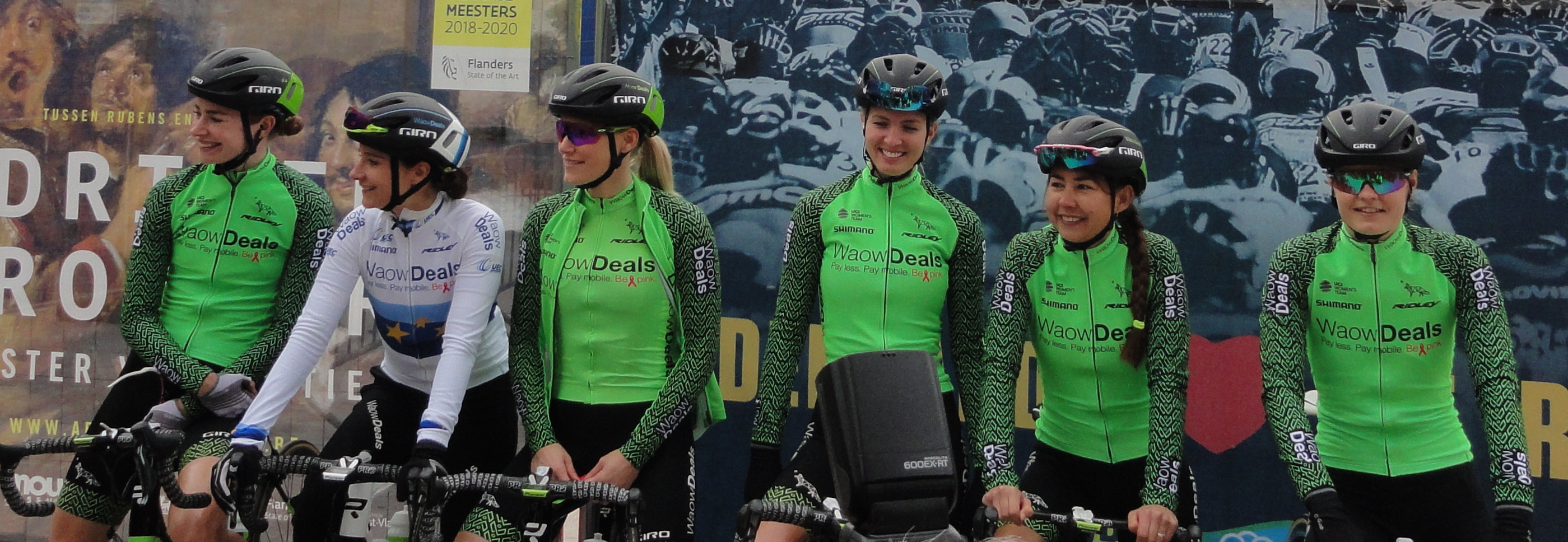
In de Ronde van Vlaanderen 2018

Op 11 oktober 2017 maakte het team bekend dat WM3 Energie een stap terug zal doen binnen het project Fortitude. In 2018 werd het Belgische bedrijf Waowdeals hoofdsponsor en naamgever van de ploeg. In augustus werd de komst van Sabrina Stultiens (Sunweb) aangekondigd en in oktober volgde Dani Rowe (Cylance).

### CCC-Liv (2019-2020)

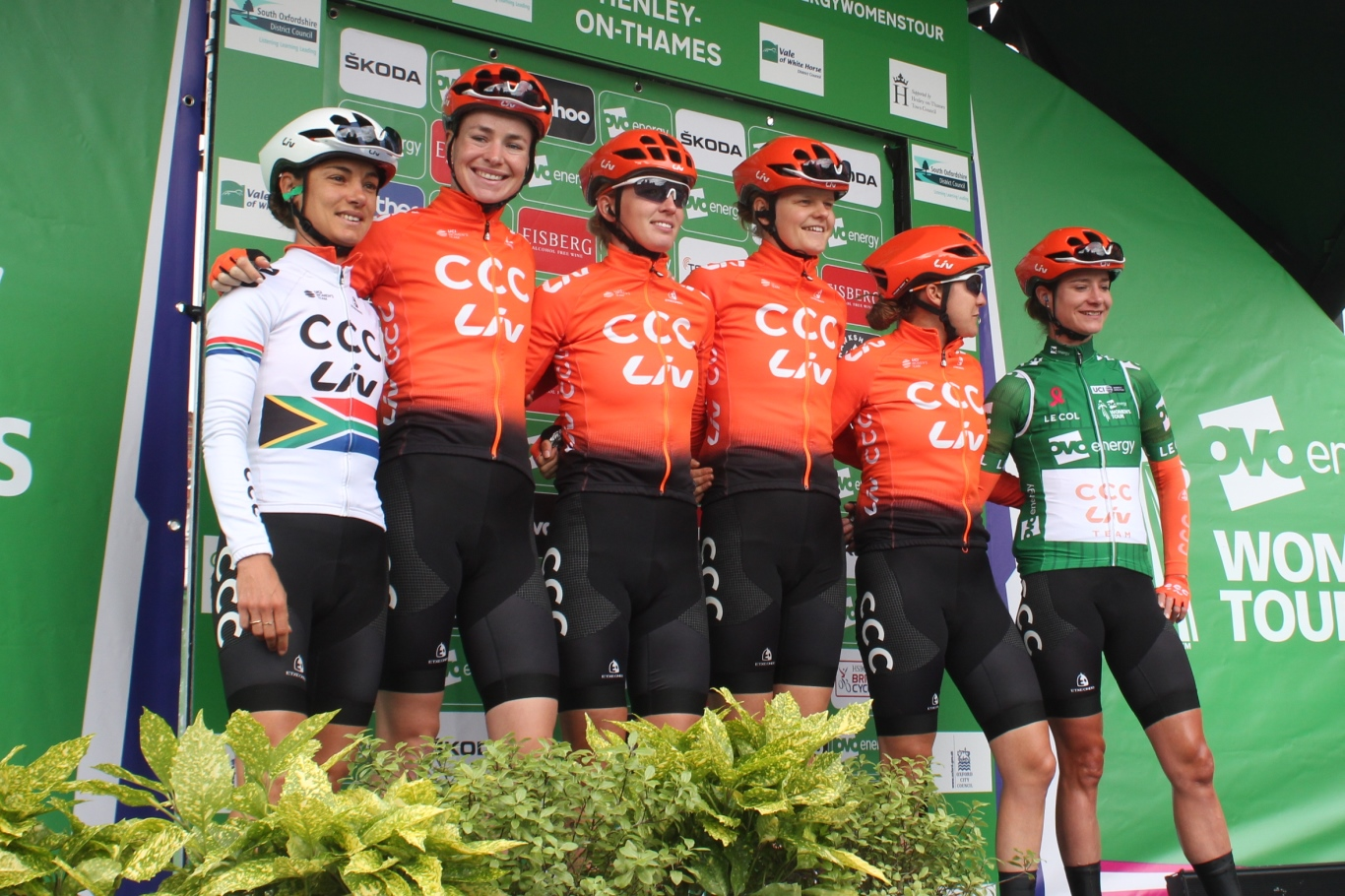
In The Women's Tour 2019

In september 2018 werd bekend dat de Poolse schoenenfabrikant CCC de ploeg vanaf 2019 ging sponsoren. Het bedrijf stapte bij de mannen over van het Poolse pro-continentale CCC Sprandi Polkowice naar het voormalige BMC Racing Team dat CCC Team ging heten en waarvan CCC-Liv de vrouwenploeg werd. Enkele rensters zoals Yara Kastelijn (vanaf 1 oktober), Anouska Koster en Dani Rowe verlieten de ploeg na 2018. Versterking kwam van de Zuid-Afrikaanse Ashleigh Moolman-Pasio, de Belgische Valerie Demey, Evy Kuijpers en twee jonge Poolse rensters: Marta Lach en Agnieszka Skalniak.
In 2020 werd de ploeg aangevuld met de Italiaanse Soraya Paladin en de Polen Marta Jaskulska en Aurela Nerlo. De overige elf rensters bleven bij de ploeg. Ten slotte werd in december de Italiaanse belofte Sofia Bertizzolo toegevoegd, nadat haar overstap naar Movistar geen doorgang kon vinden. De ploeg kwam in 2020 uit onder een Poolse licentie. In 2020 was CCC noodgedwongen te stoppen als sponsor van de beide wielerploegen.

### Liv Racing (2021-2023)

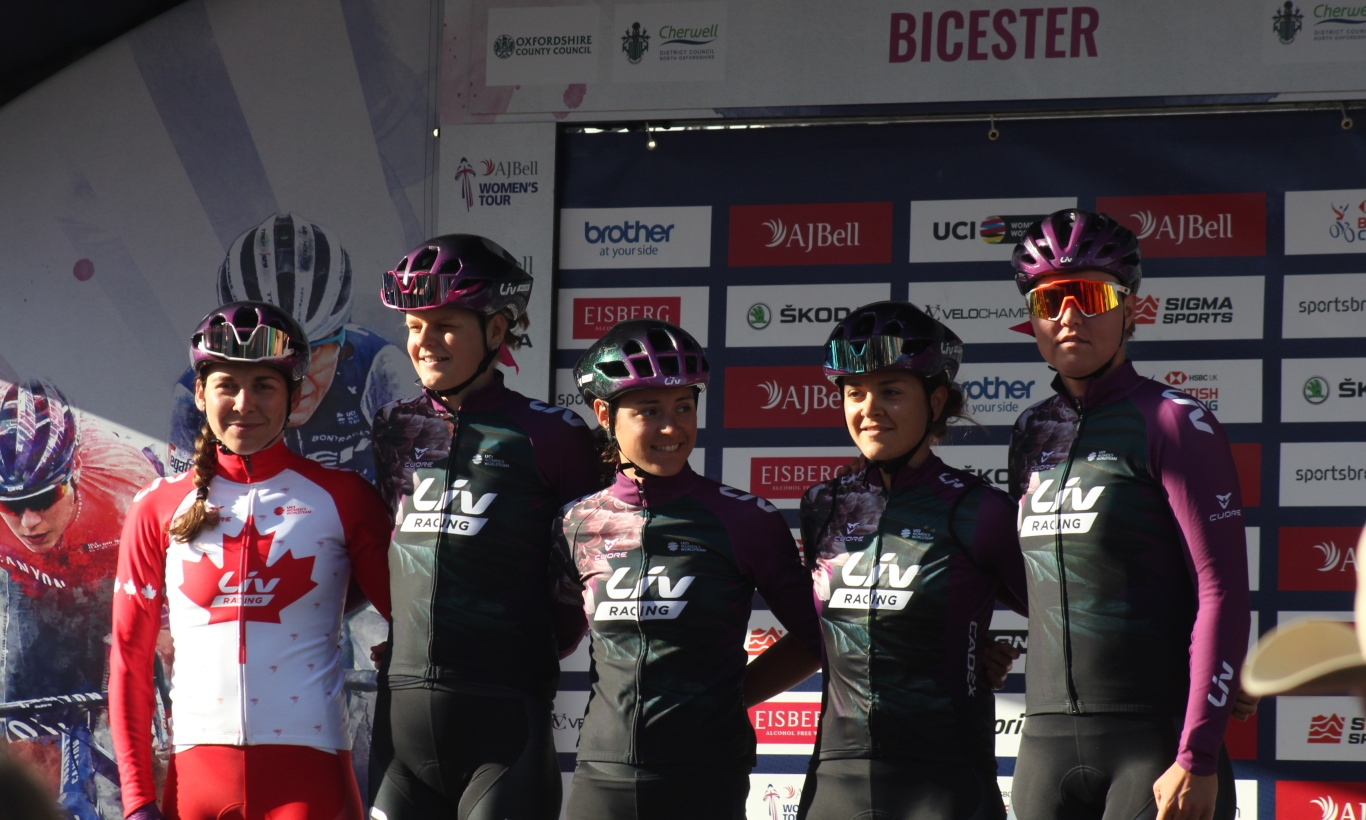
In The Women's Tour 2021

Fietsenfabrikant Giant zette in 2021 met hun merknaam Liv de sponsoring door onder de noemer Liv Racing. De belangrijkste mutaties waren de overgang van Marianne Vos, na 15 dienstjaren, naar de nieuwe formatie Team Jumbo-Visma in het vrouwenpeloton en die van Ashleigh Moolman-Pasio naar Team SD Worx. De Belgische Lotte Kopecky kwam over van Lotto Soudal Ladies.
In 2022 kwam het team uit onder de naam Liv Racing Xstra. Dat jaar werd Giorgia Bronzini aangetrokken als nieuwe ploegleidster, samen met de Italiaanse rensters Rachele Barbieri en Katia Ragusa. Ook werden nieuwe Nederlandse rensters aangetrokken, onder wie Thalita de Jong, die van 2012 tot 2016 ook al voor de ploeg reed toen deze nog Rabo-Liv heette.
In 2023 ging de ploeg verder als Liv Racing TeqFind. De Canadese Alison Jackson verliet de ploeg en de Spaanse Mavi García versterkte de ploeg. De enige overwinning dat jaar werd geboekt door García die Spaans kampioene werd. Wel werd Ragusa tweede in Parijs-Roubaix, die gewonnen werd door haar voormalig ploeggenote Jackson.
Na 2023 fuseerde de ploeg met Team Jayco AlUla, dat verder ging als Liv AlUla Jayco. Naast fietssponsor Liv, maakten ook vijf rensters de overstap naar de fusieploeg: Mavi García, Jeanne Korevaar, Quinty Ton, Silke Smulders en Caroline Andersson.

### Ploegleiding
N.B Allen Nederlanders (tenzij anders aangegeven)

## Galerij

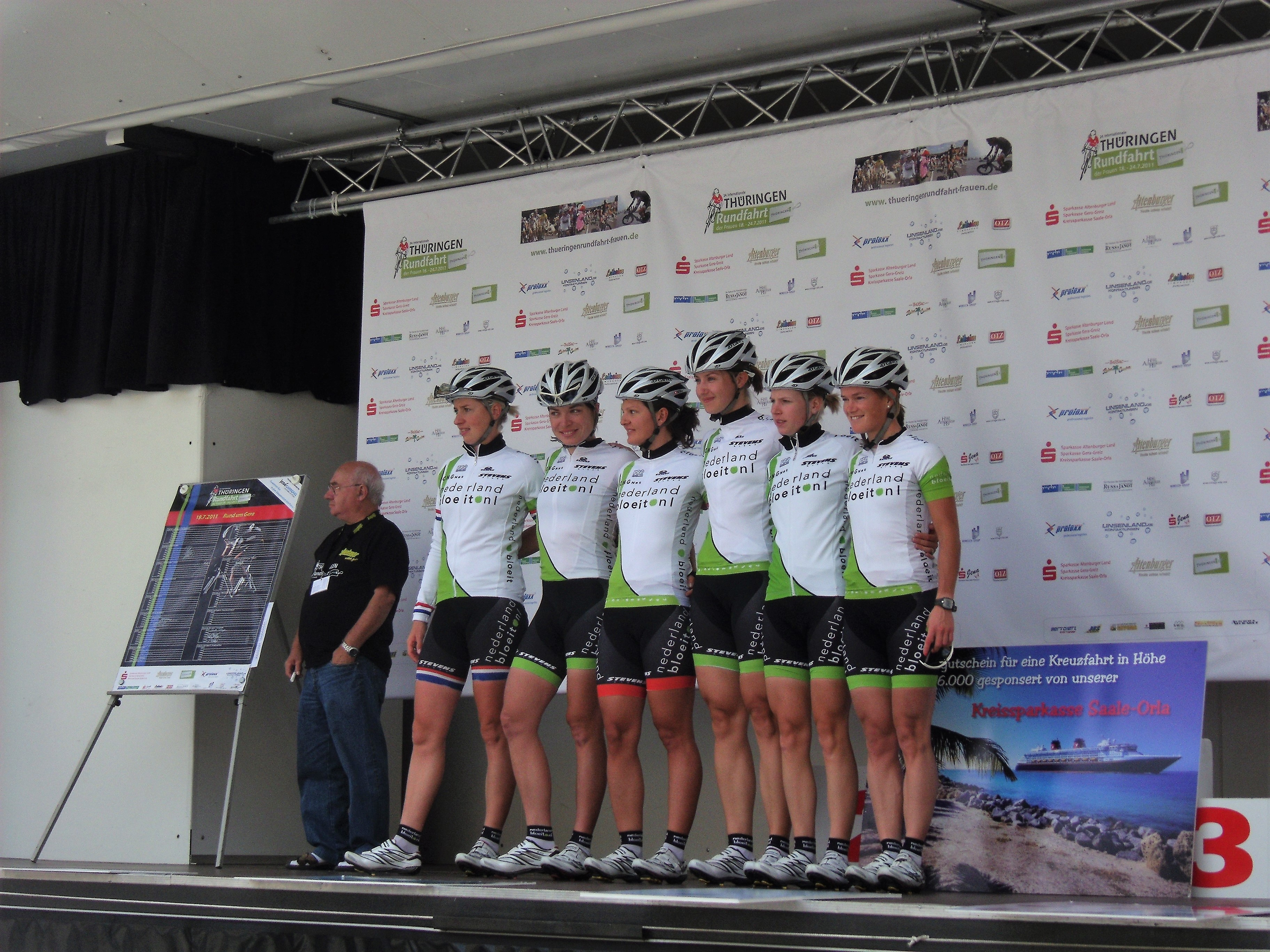
Nederland Bloeit in 2011
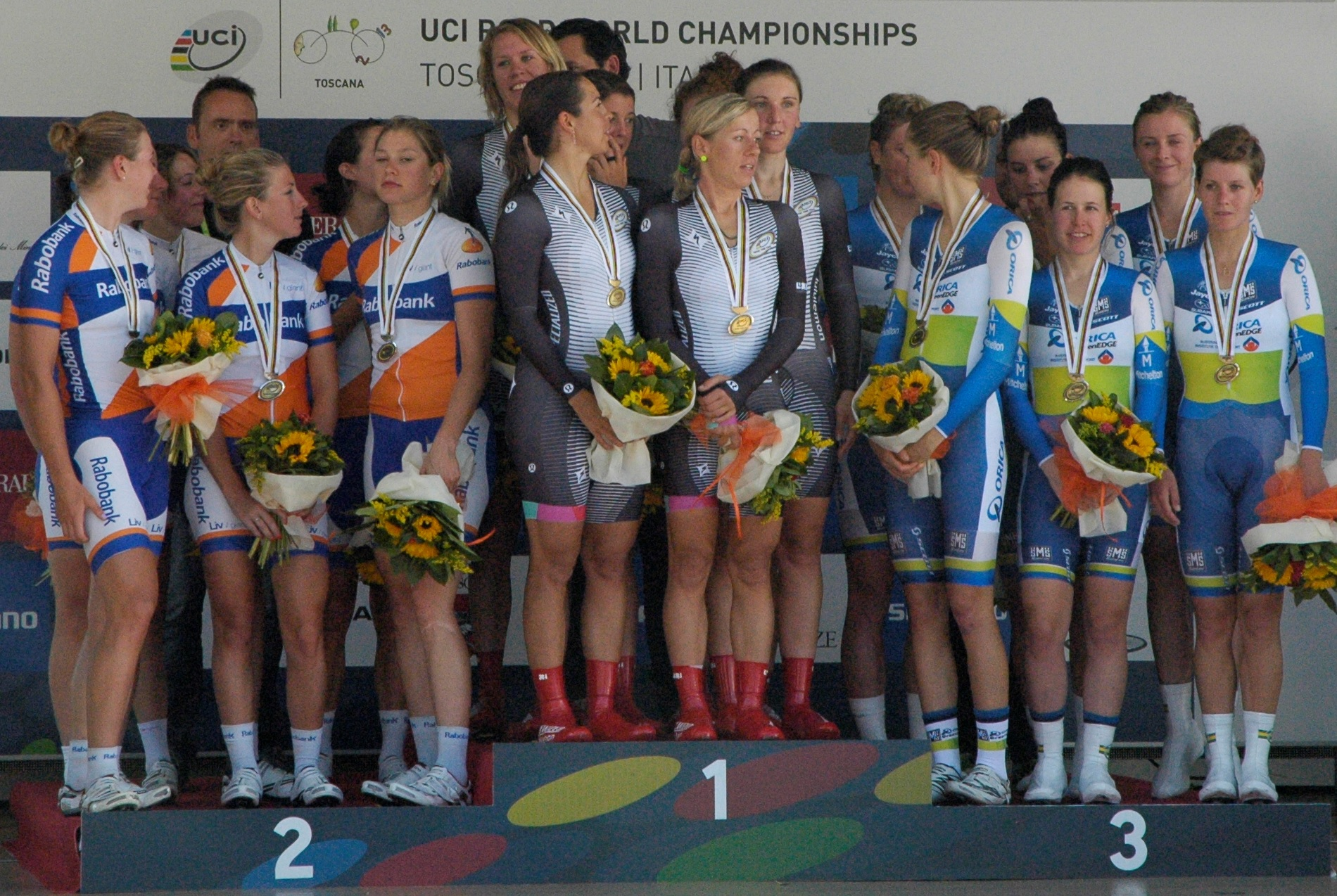
Rabo-Liv in 2013
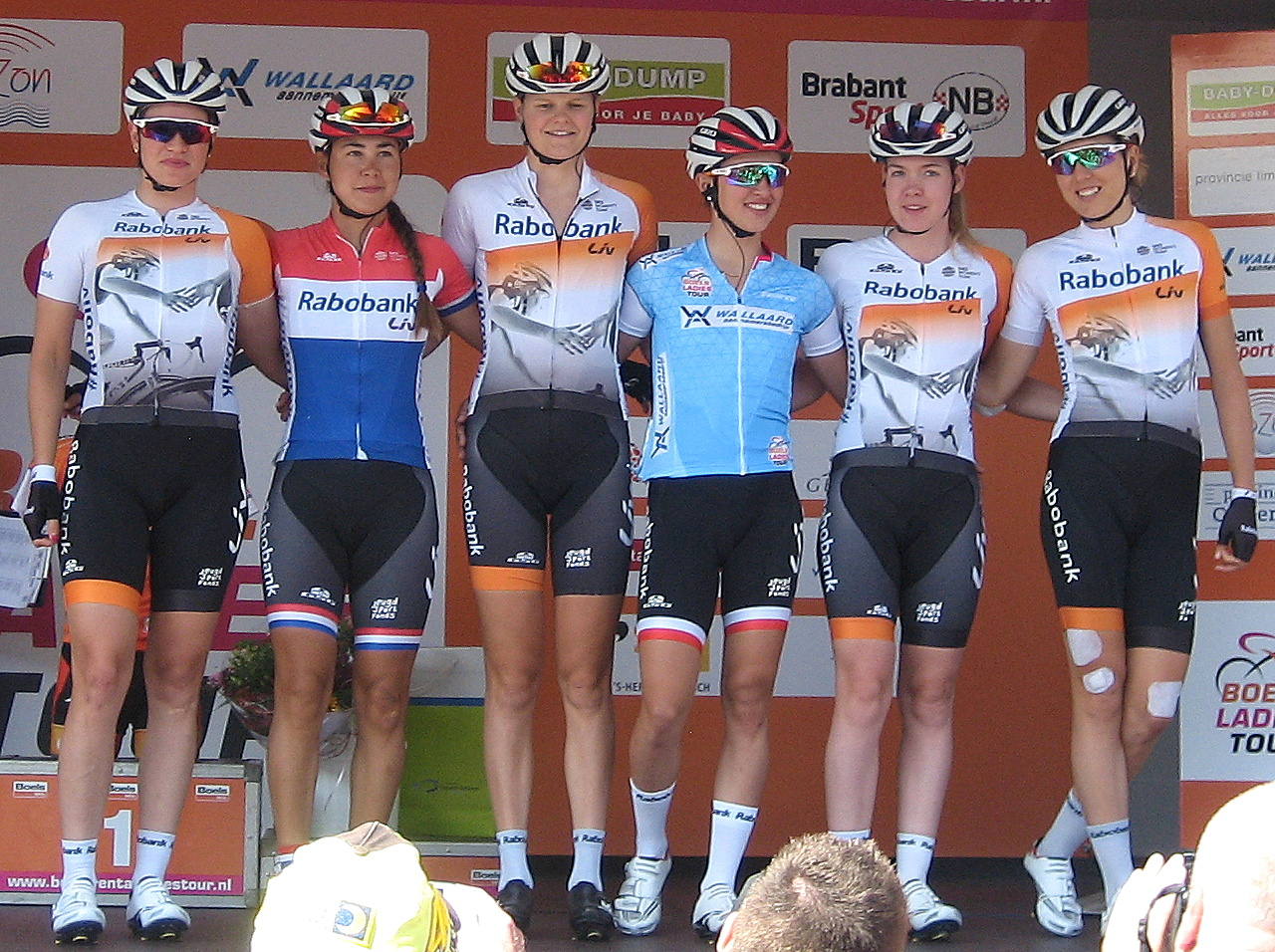
Rabo-Liv in 2016
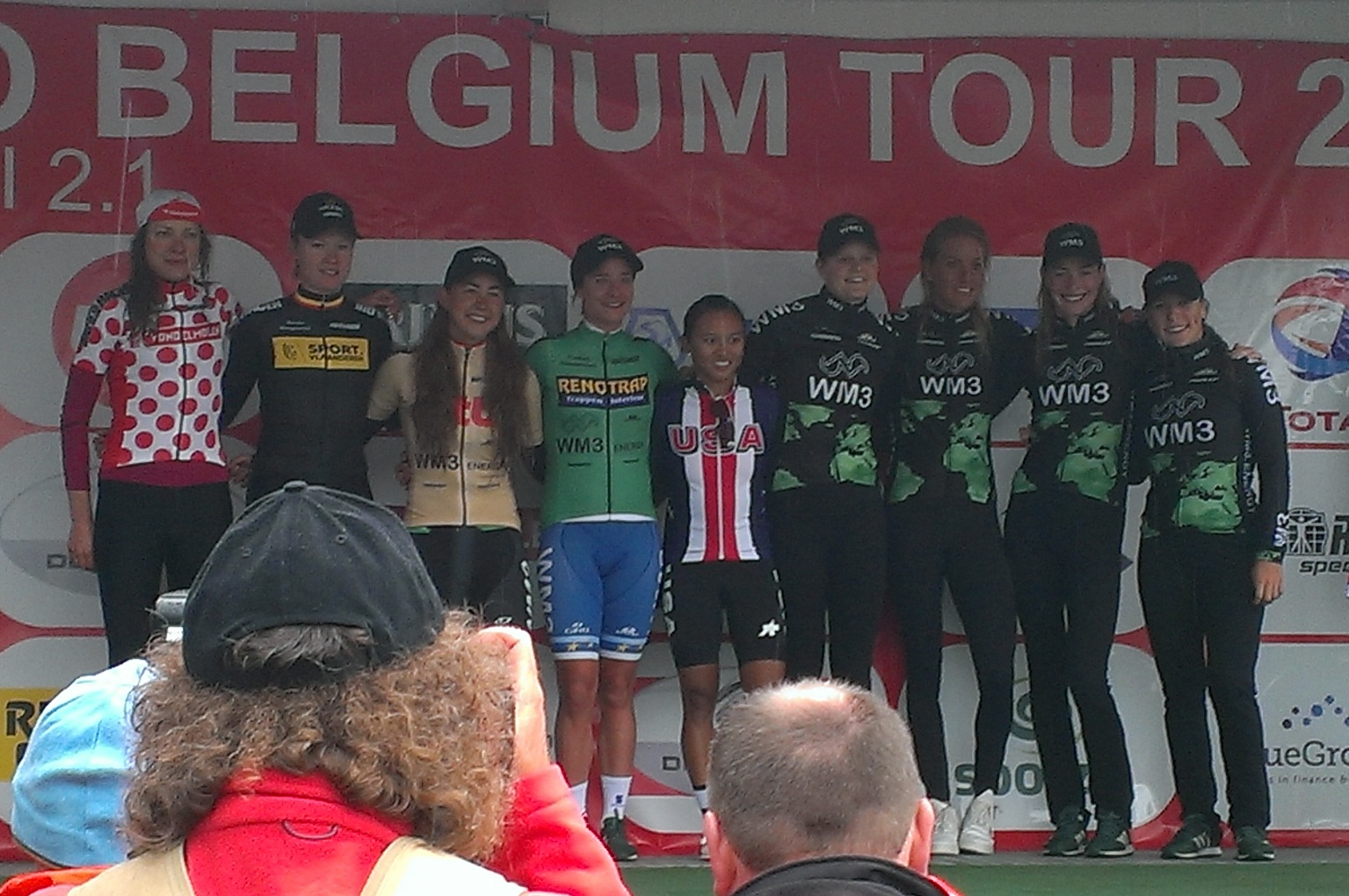
WM3 in 2017
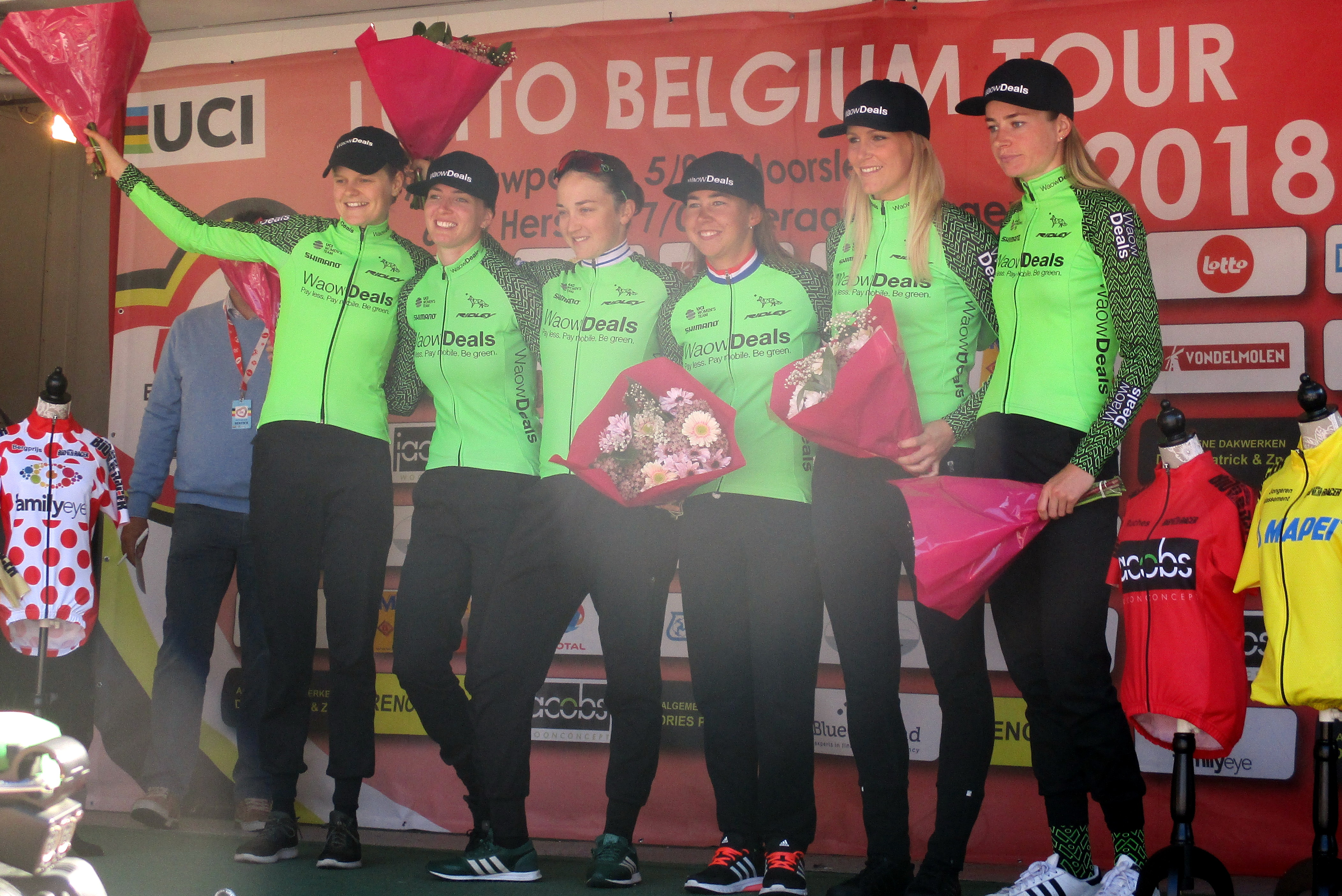
Waowdeals in 2018
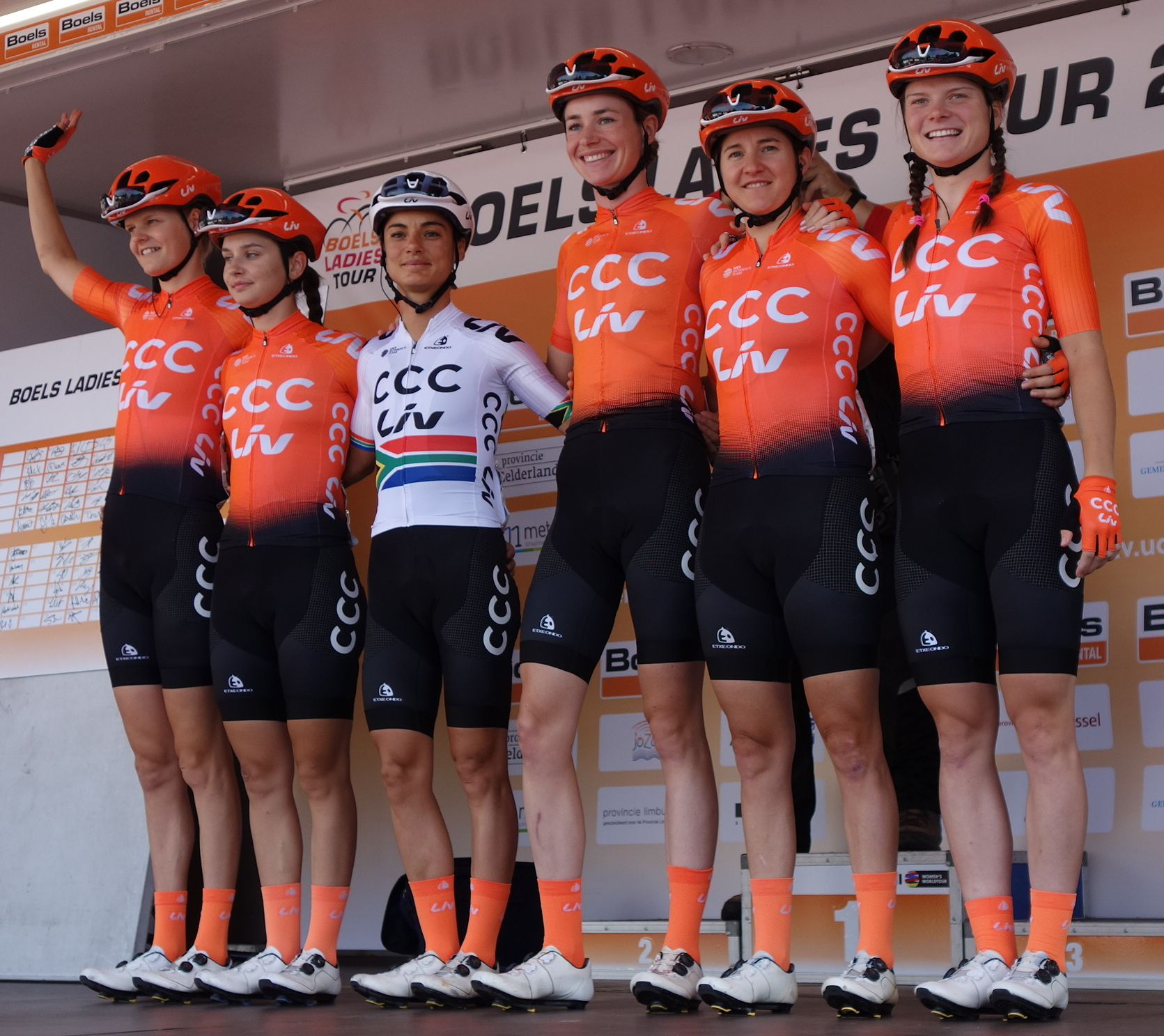
CCC-Liv in 2019
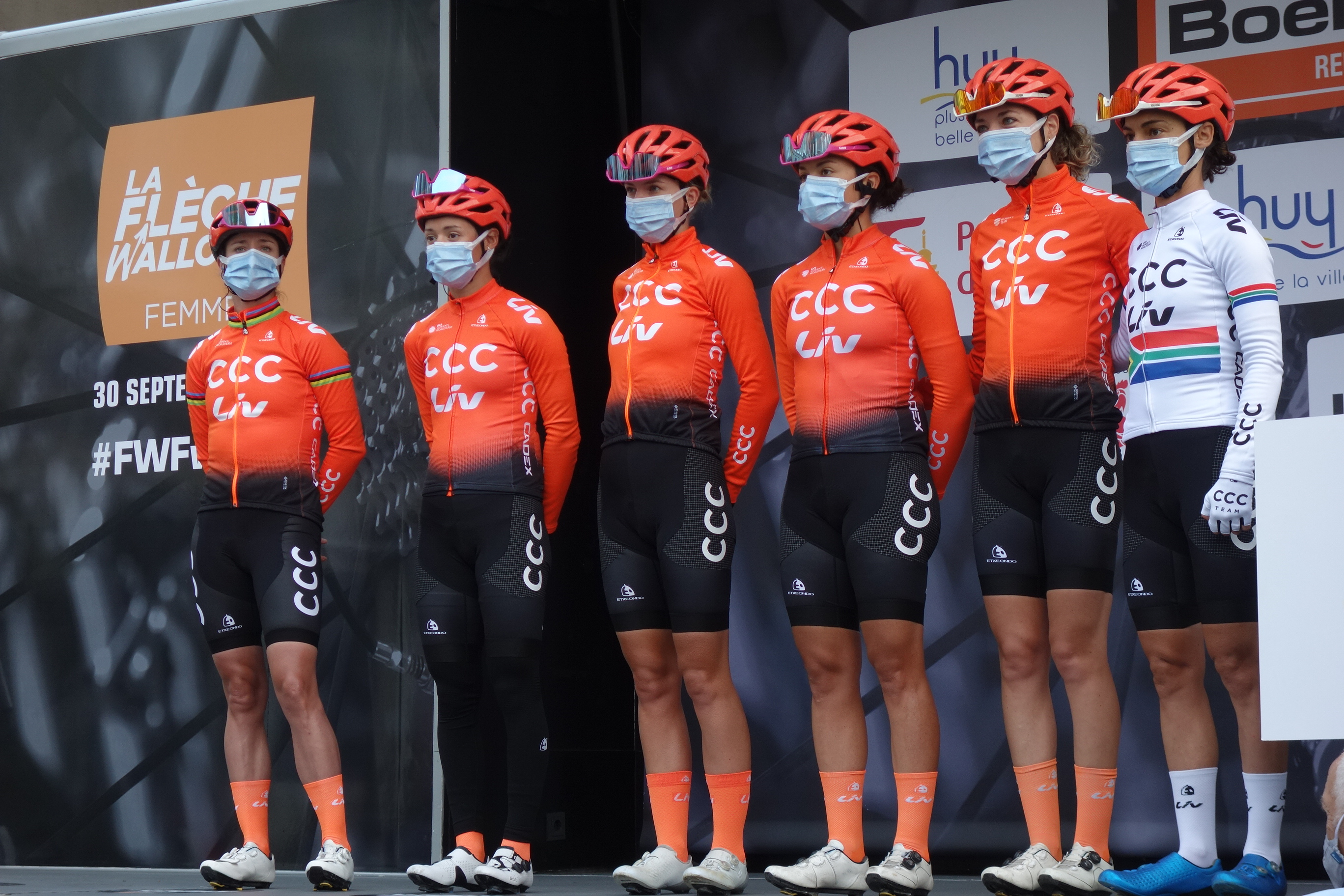
CCC-Liv in 2020
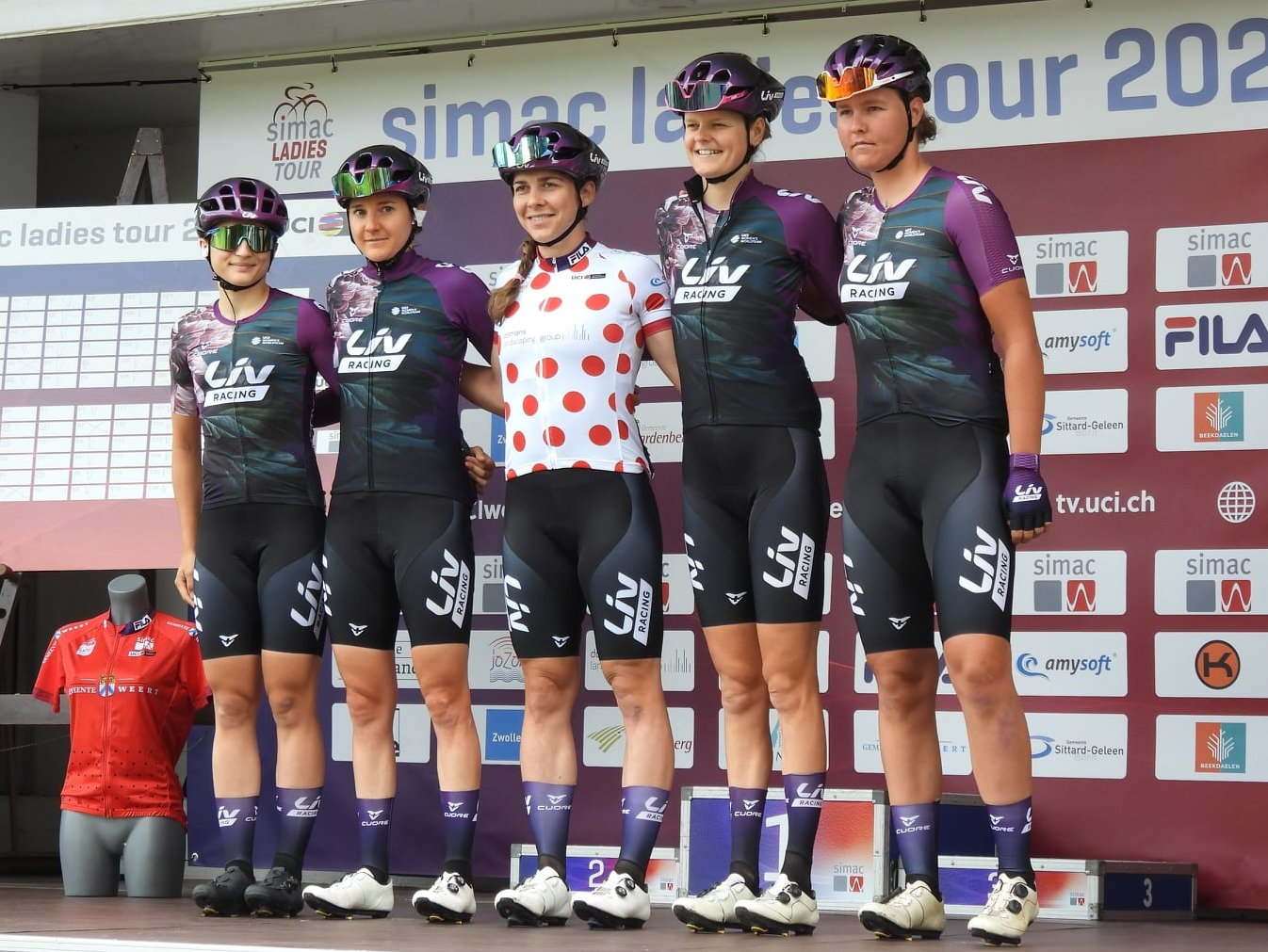
Liv Racing in 2021
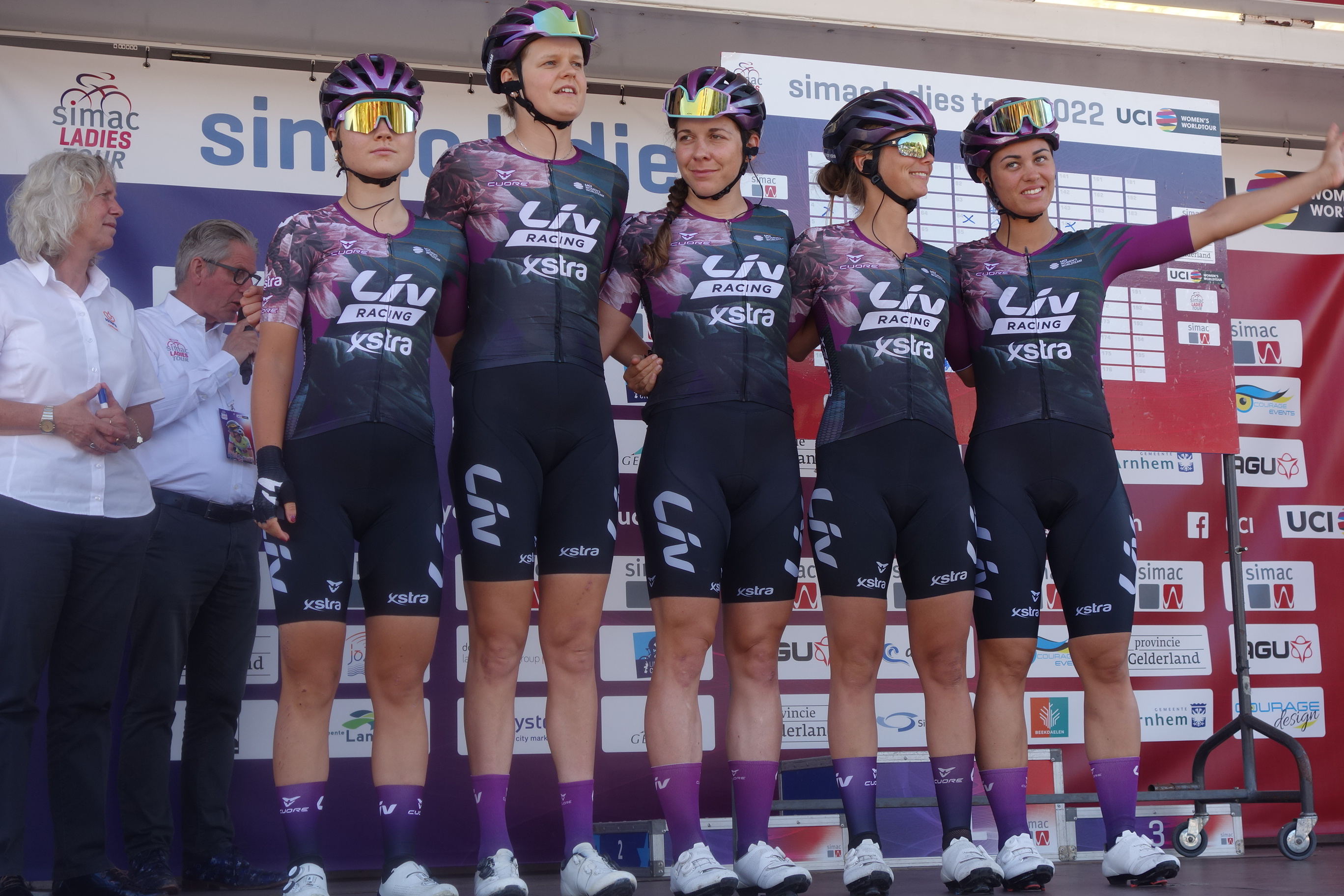
Liv Racing Xstra in 2022
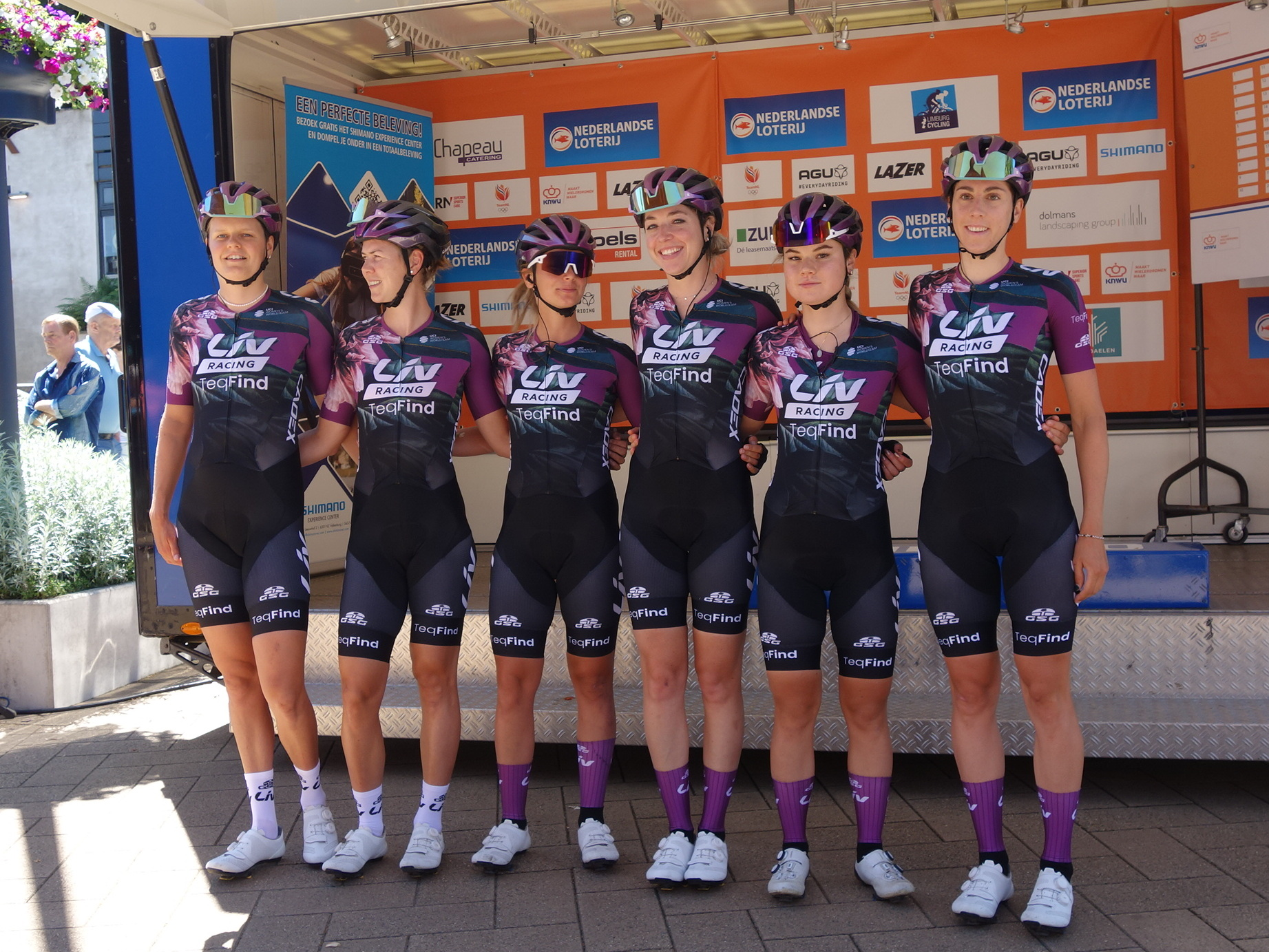
Liv Racing TeqFind in 2023
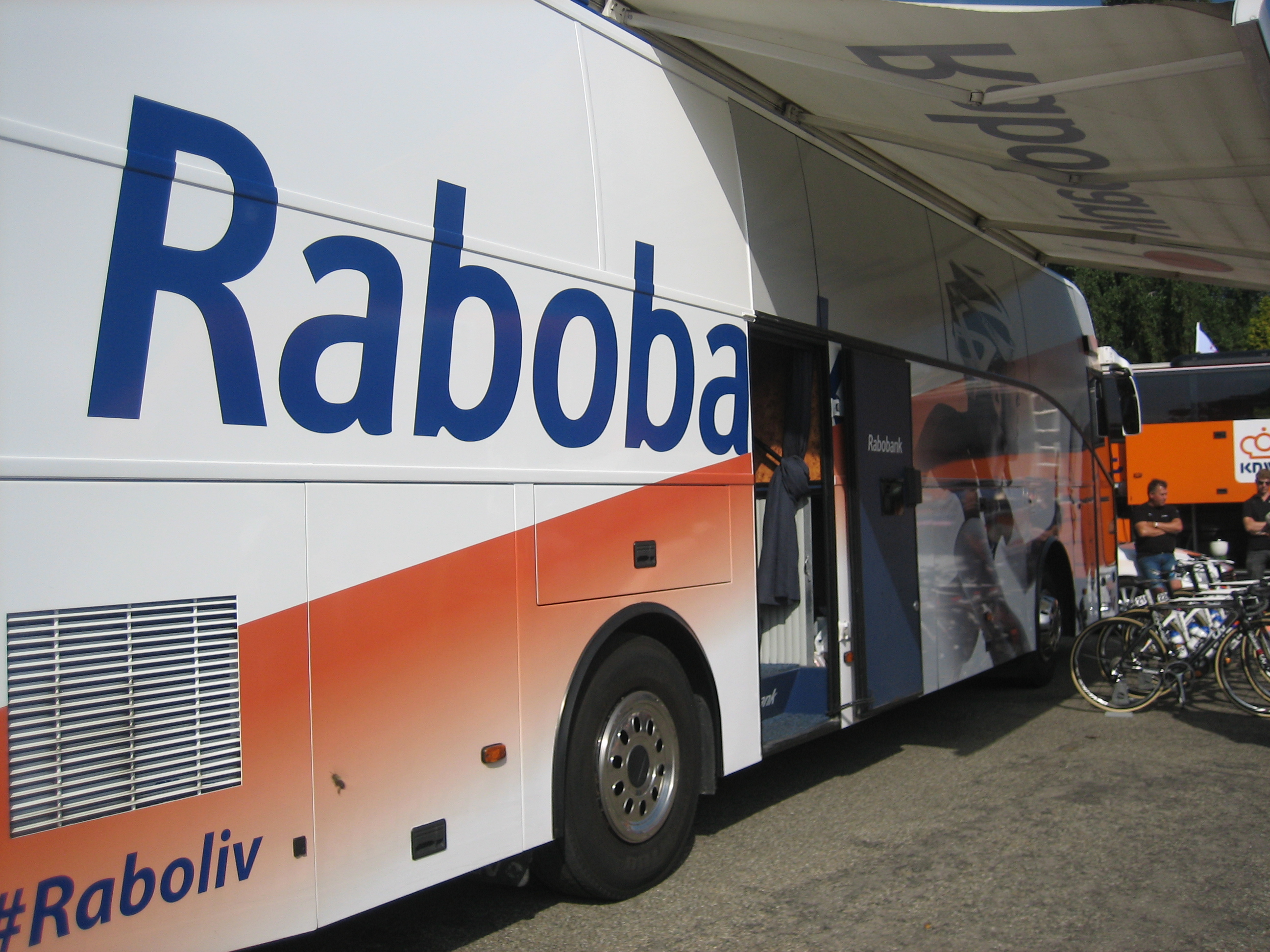
Teambus in 2016
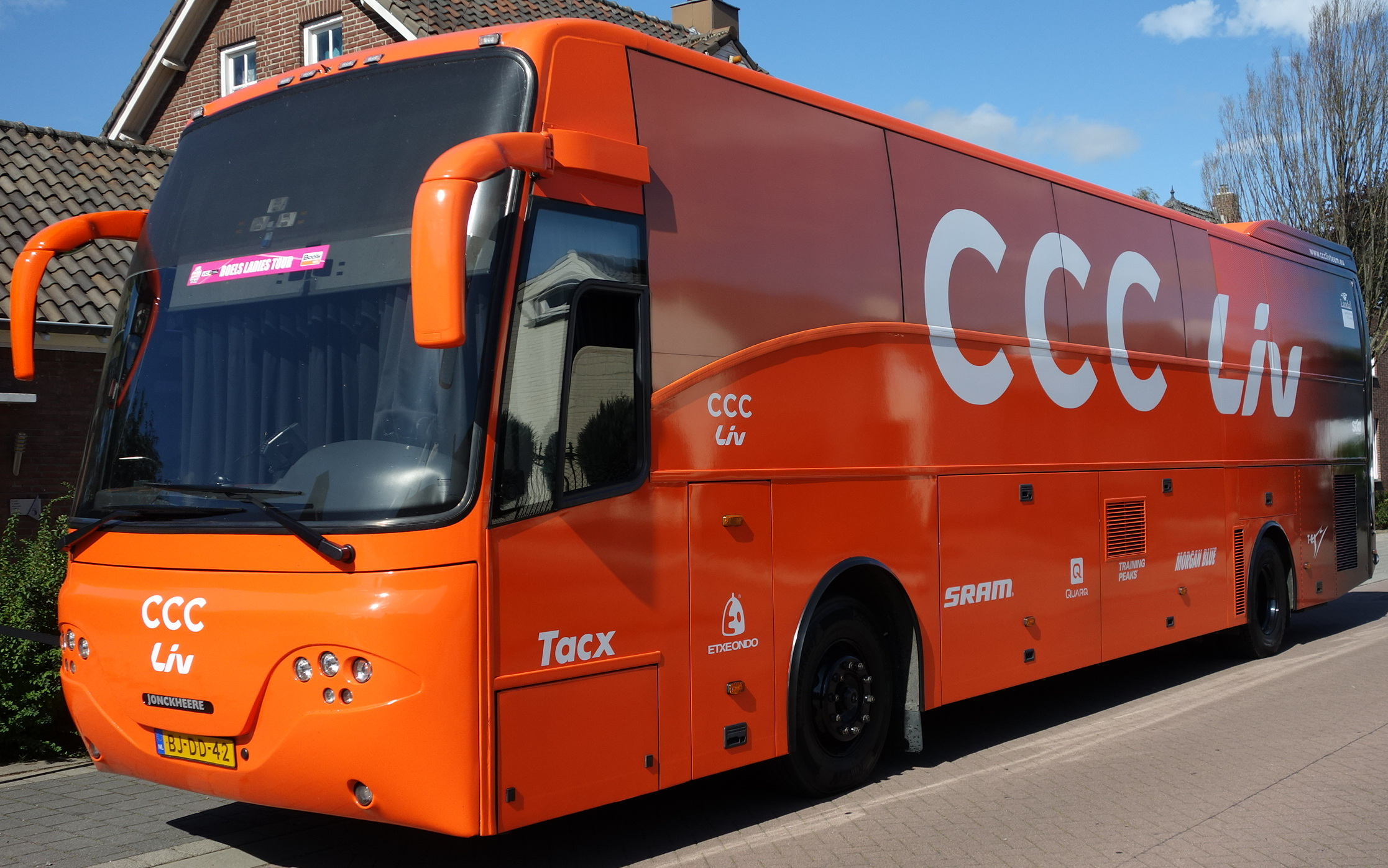
Teambus in 2019
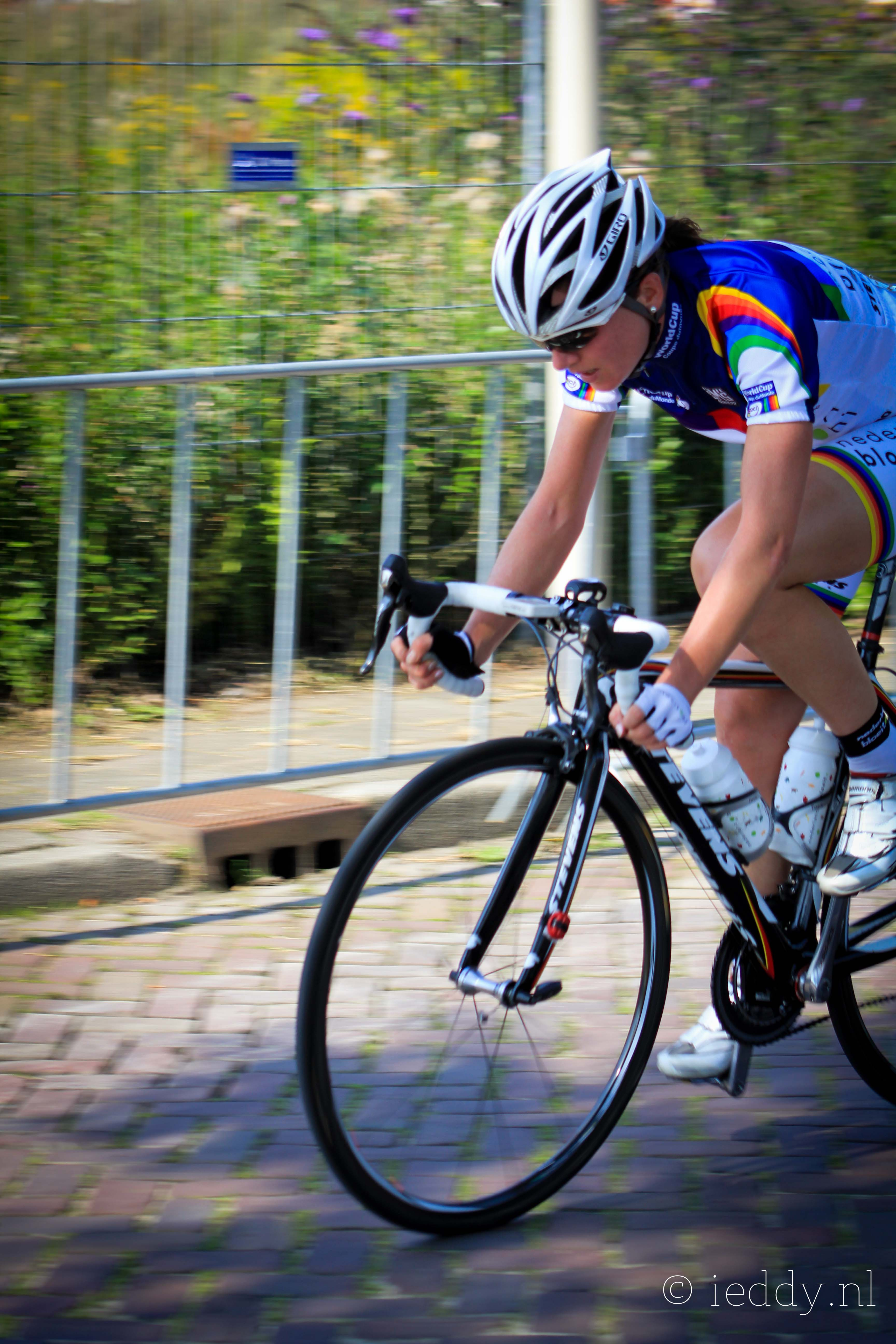
Annemiek van Vleuten in 2011
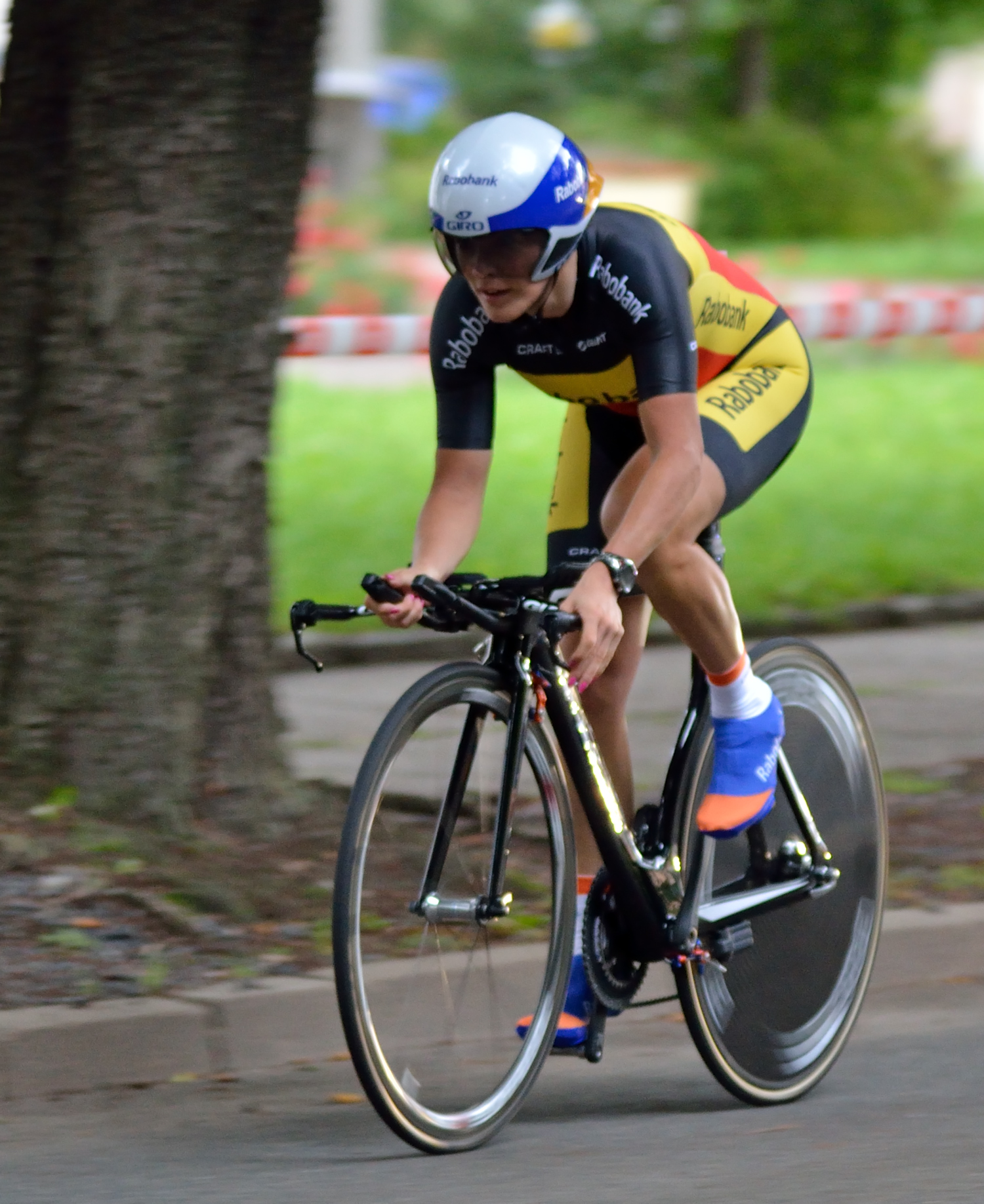
Liesbet De Vocht in 2012
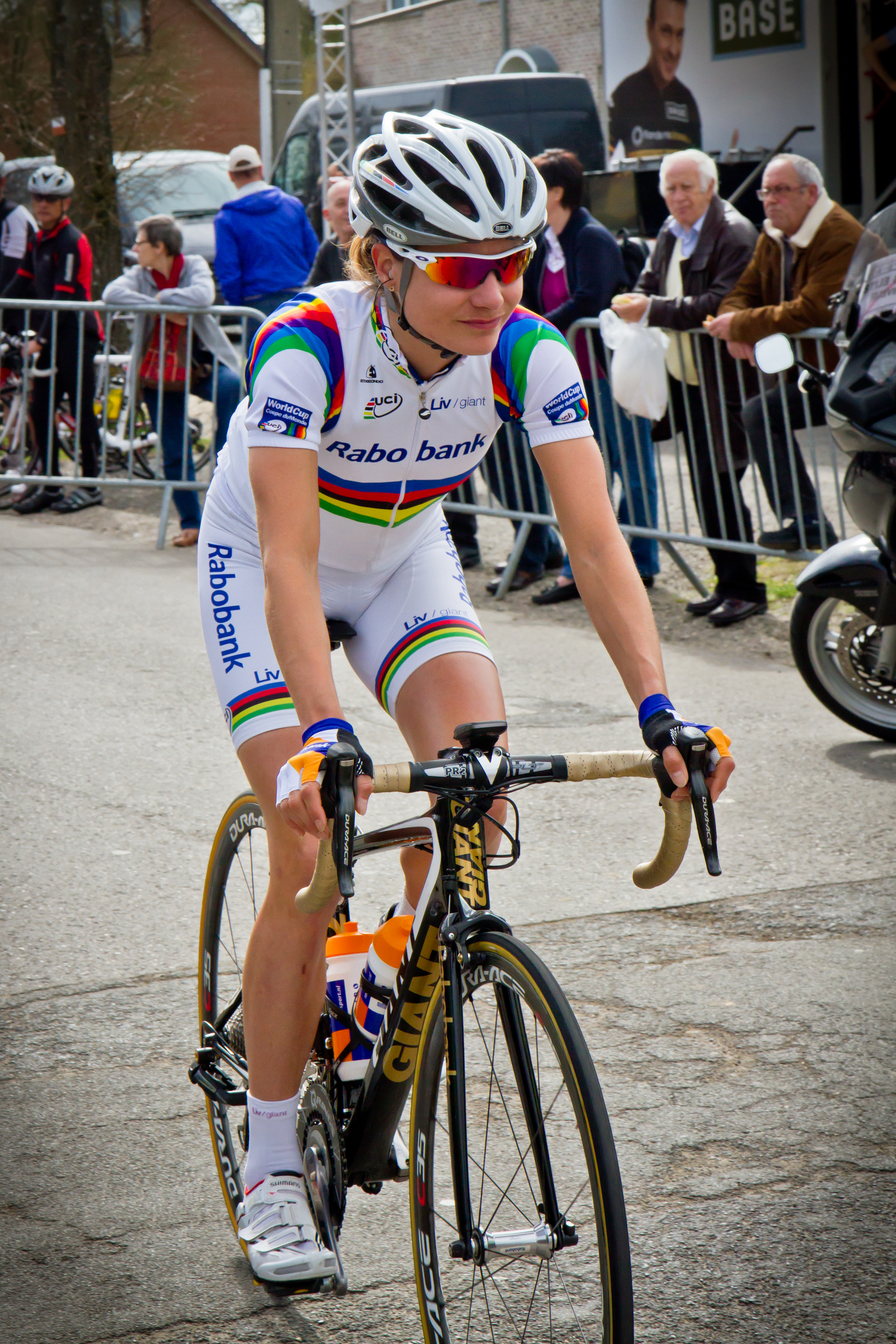
Marianne Vos in 2013
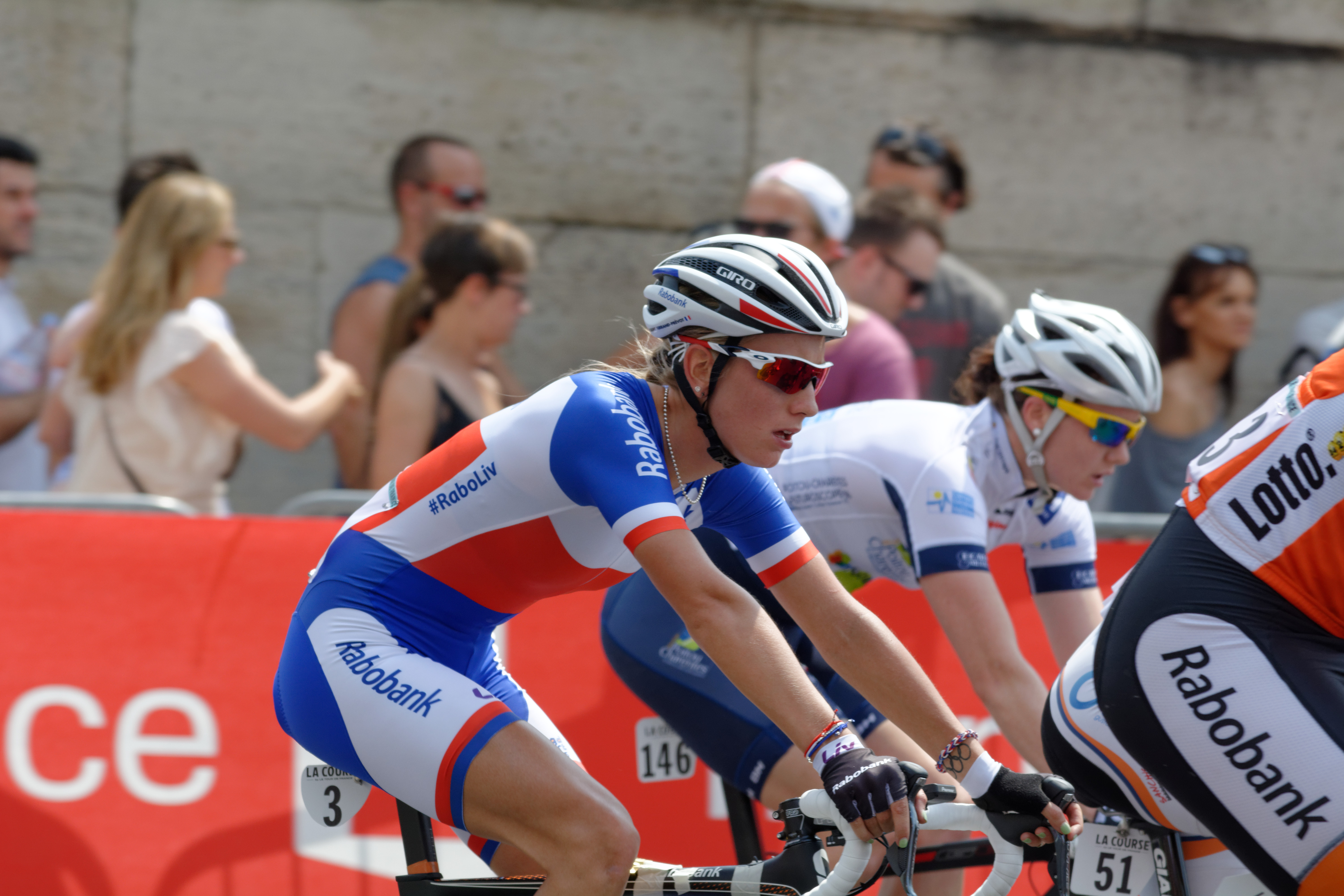
Pauline Ferrand-Prévot in 2014
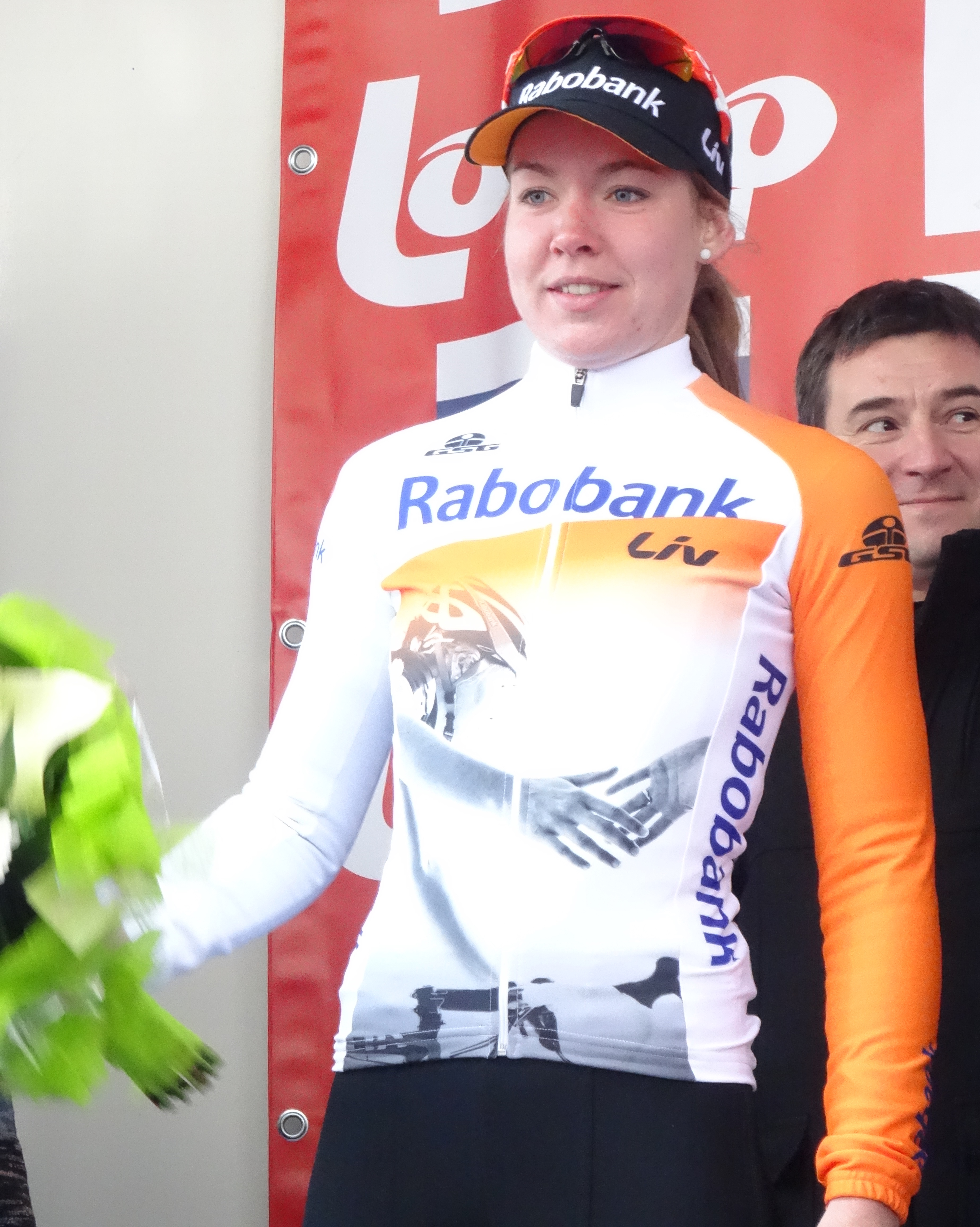
Anna van der Breggen in 2015
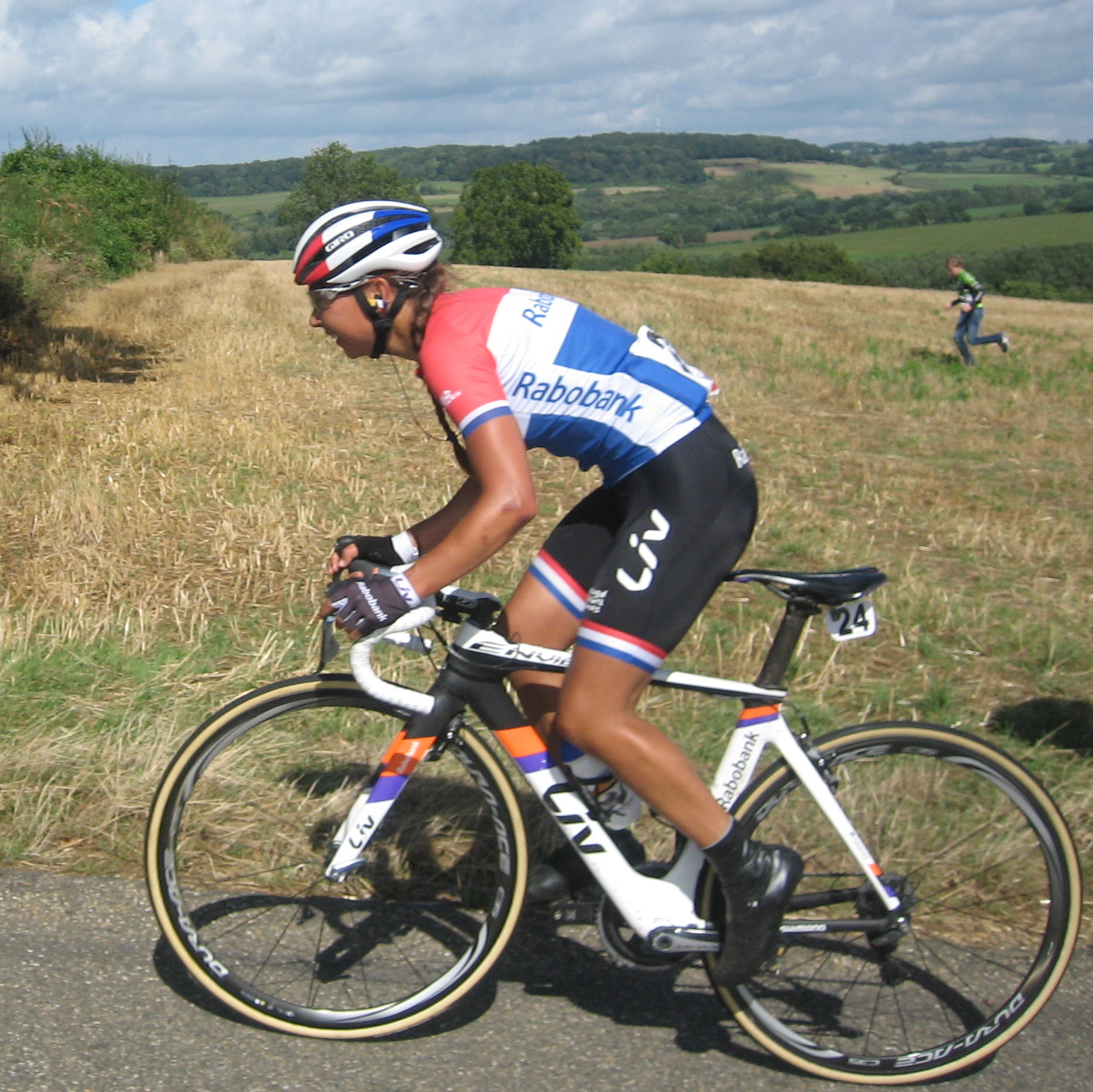
Anouska Koster in 2016
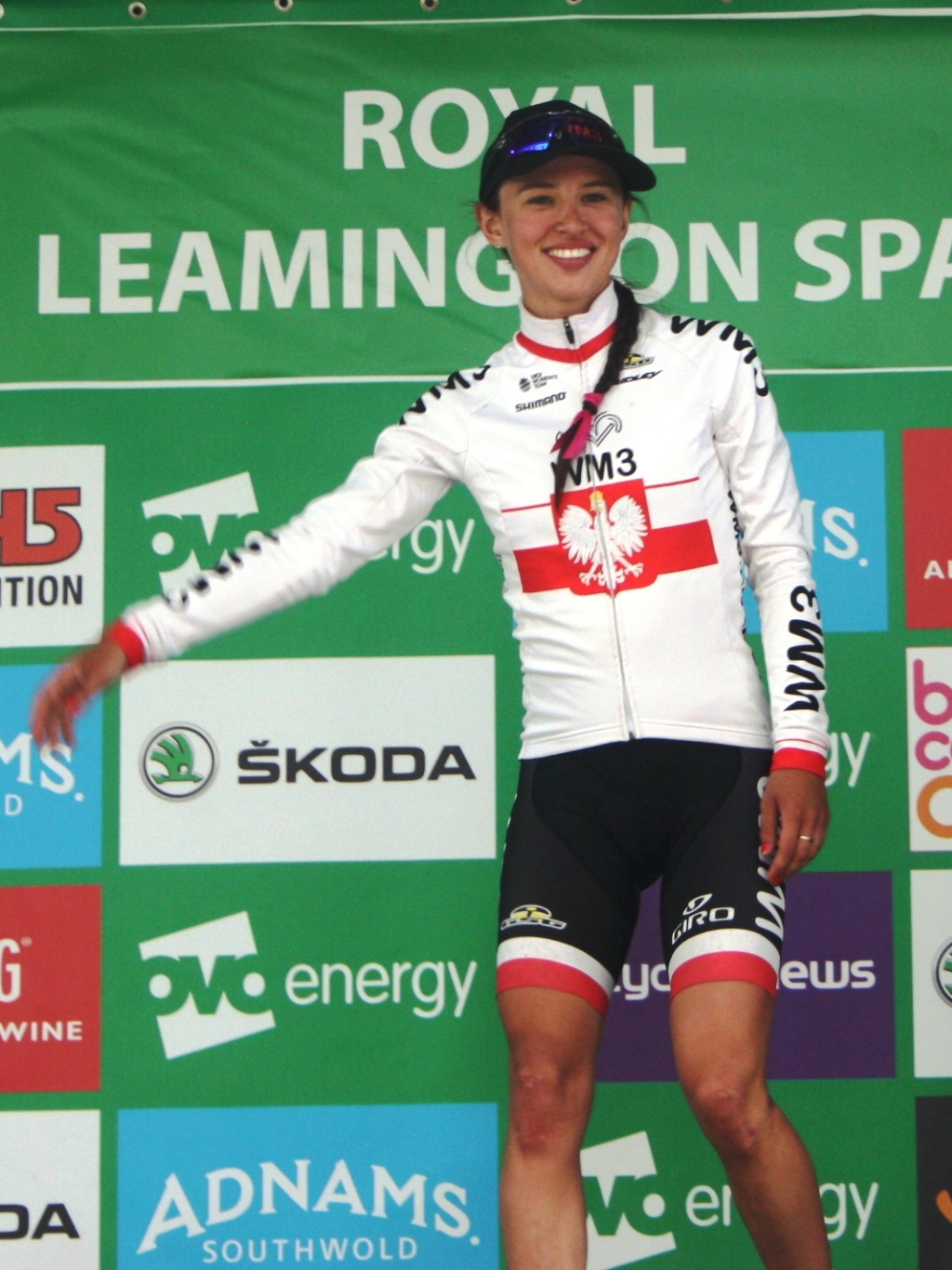
Katarzyna Niewiadoma in 2017
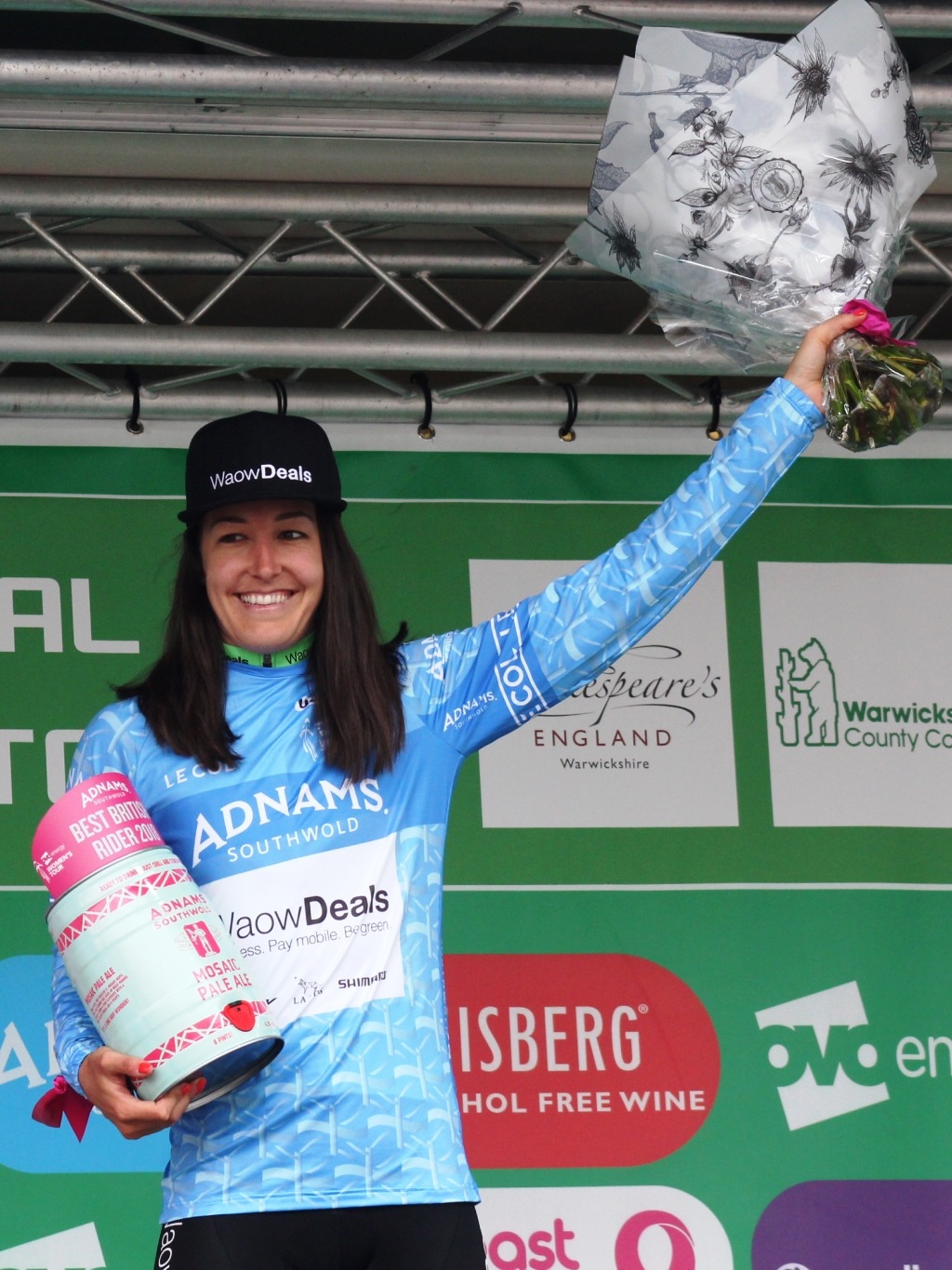
Dani Rowe in 2018
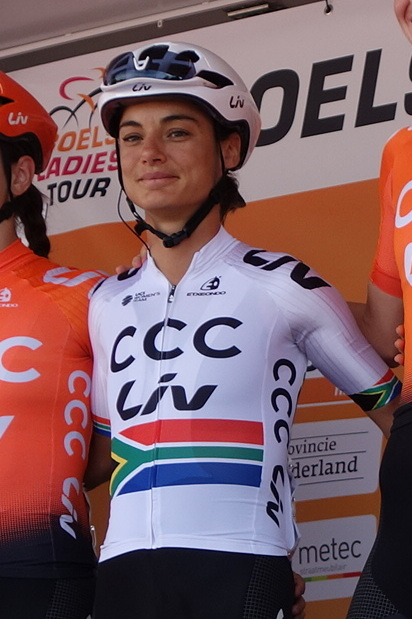
Ashleigh Moolman-Pasio in 2019
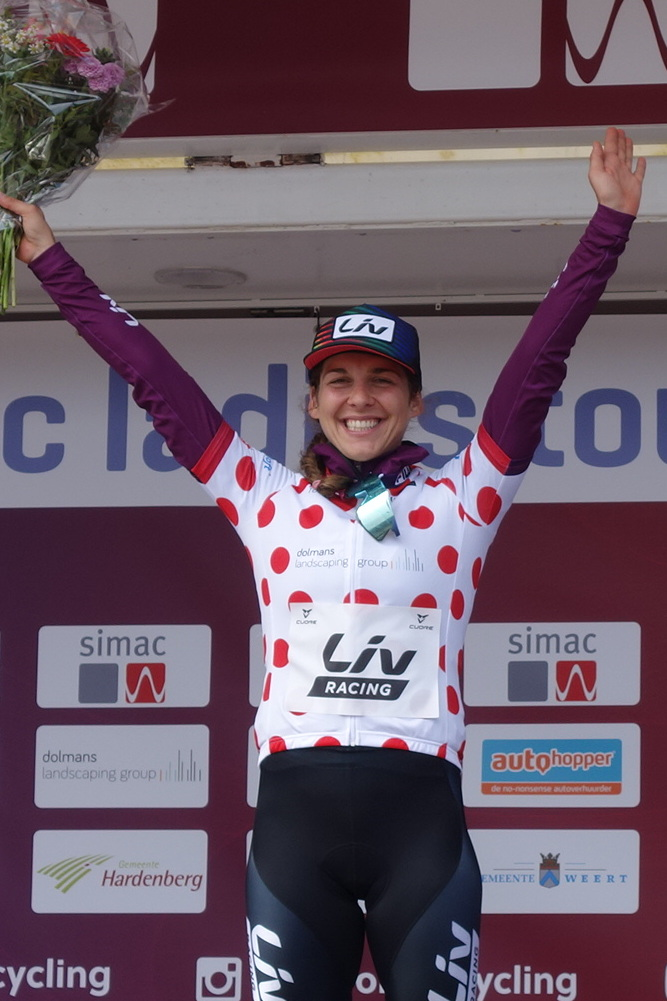
Alison Jackson in 2021
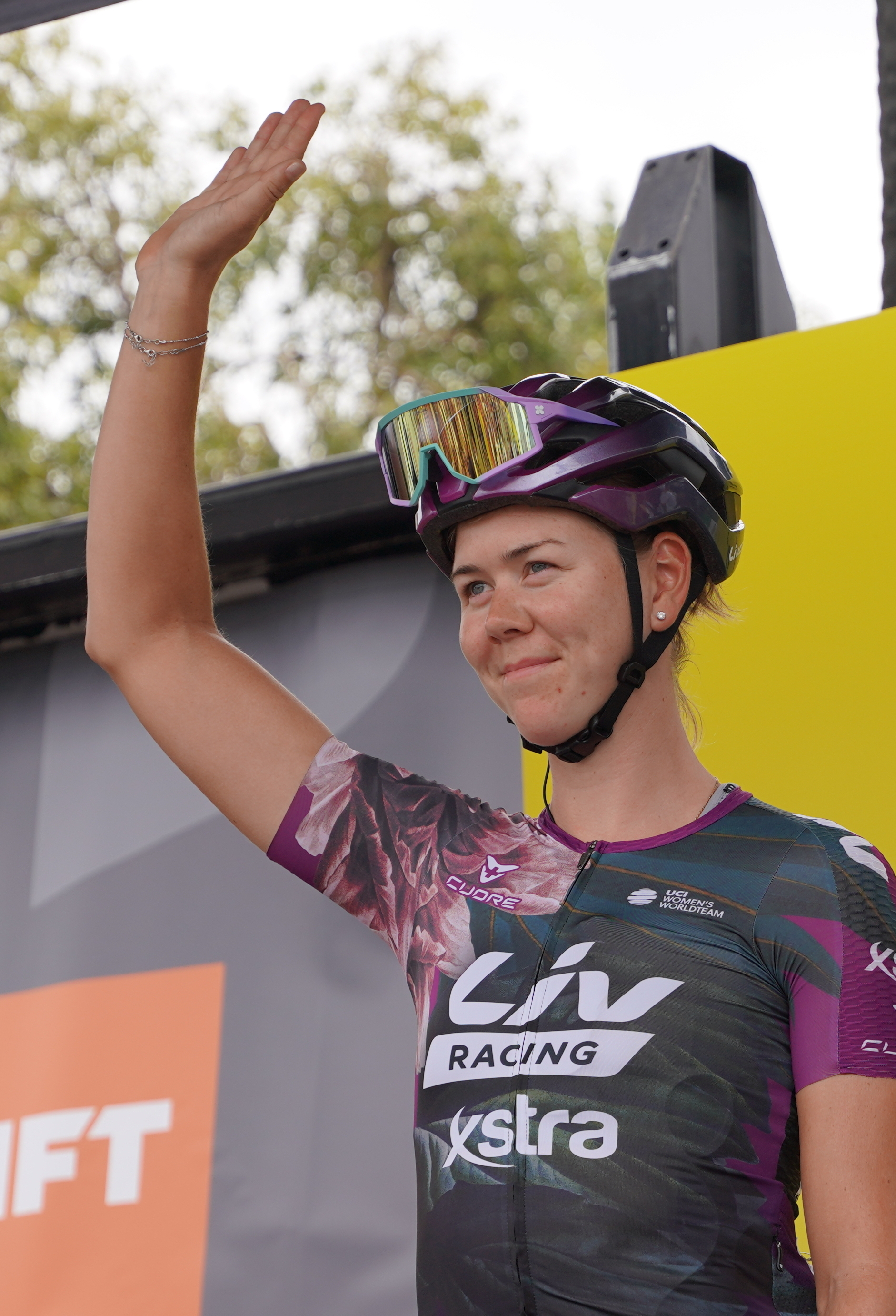
Thalita de Jong in 2022
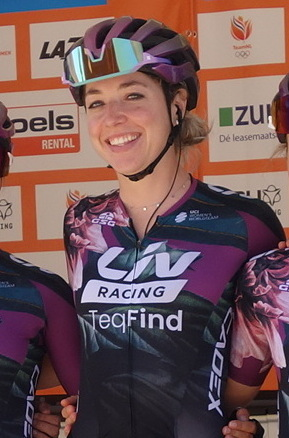
Sabrina Stultiens in 2023

## Belangrijkste overwinningen
Behaalde overwinningen in etappekoersen en wereldbekerwedstrijden:
2006
 Eindklassement Tour Féminin en Limousin, Marianne Vos
1e en 3e etappe, Marianne Vos
5e etappe, Gracia-Orlova, Marianne Vos
1e etappe, Emakumeen Bira, Marianne Vos
4e etappe, Trophée d'Or, Marianne Vos
2007
Wereldbekerklassement, Marianne Vos
Waalse Pijl, Marianne Vos
Ronde van Drenthe, Adrie Visser
Holland Hills Classic, Marianne Vos
Etappes 1 en 4 Holland Ladies Tour, Marianne Vos
Eindklassement Gracia Orlova, Andrea Bosman
Eindklassement Giro di San Marino Marianne Vos
Etappes 1 (ITT), 2 en 3, Marianne Vos
Etappes 1, 3, 4 en 7 Tour de l'Aude, Marianne Vos
Etappes 2 en 3 Emakumeen Bira, Marianne Vos
Etappe 2, Giro Donne, Marianne Vos
2008
Waalse Pijl, Marianne Vos
Dolmans Heuvelland Classic, Sharon van Essen
Eindklassement Gracia Orlova, Marianne Vos
Etappes 1, 2 en 3, Marianne Vos
Eindklassement Emakumeen Bira, Marianne Vos
Etappes 1, 2, 3a en 4, Marianne Vos
Eindklassement Tour de Feminin - Krásná Lípa, Angela Brodtka-Hennig
Etappes 2 en 3, Marianne Vos
Etappe 1 The Women's Tour,[Andrea Bosman
Etappe 1 Thüringen Rundfahrt, Angela Brodtka-Hennig
Etappe 2a Giro della Toscana, Marianne Vos
2009
Trofeo Alfredo Binda, Marianne Vos
Waalse Pijl, Marianne Vos
Open de Suède Vårgårda, Marianne Vos
 Eindklassement The Women's Tour, Liesbeth De Vocht
Etappe 1, Liesbeth De Vocht
Etappe 2, Janneke Kanis
Etappe 3, 4a en 4b, Marianne Vos
 Eindklassement Holland Ladies Tour, Marianne Vos
Etappe 1 Gracia Orlova, Marianne Vos
Etappes 4 en 7 Tour de l'Aude, Marianne Vos
Etappe 4 La Grande Boucle Féminine, Marianne Vos
Etappes 4 en 5 Tour de l'Ardèche, Angela Brodtka-Hennig
Etappes 4 en 6 Giro della Toscana, Marianne Vos
2010
Trofeo Alfredo Binda, Marianne Vos
Dolmans Heuvelland Classic, Liesbeth De Vocht
Ronde van Drenthe, Loes Gunnewijk
 Eindklassement Route de France, Annemiek van Vleuten
Etappes 3 en 6, Marianne Vos
Etappe 4, Annemiek van Vleuten
 Eindklassement Holland Ladies Tour, Marianne Vos
Etappes 3 en 7, Marianne Vos
 Eindklassement Gracia Orlova, Marianne Vos
Etappes 1, 4 en 5, Marianne Vos
Etappe 2, Annemiek van Vleuten
Etappe 8 Tour de l'Aude, Marianne Vos
Etappes 1 en 3b Emakumeen Bira, Marianne Vos
Etappe 4 Emakumeen Bira, Annemiek van Vleuten
Etappes 5 en 6 Giro Donne, Marianne Vos
Etappe 4 Giro della Toscana, Marianne Vos
2011
Ronde van Drenthe, Marianne Vos
Waalse Pijl, Marianne Vos
GP Elsy Jacobs, Marianne Vos
Open de Suède Vårgårda, Annemiek van Vleuten
 Eindklassement Giro Donne, Marianne Vos
Etappes 1, 3, 6, 7 en 9, Marianne Vos
 Puntenklassement, Marianne Vos
 Bergklassement, Marianne Vos
 Eindklassement Trophée d'Or, Marianne Vos
 Eindklassement Holland Ladies Tour, Marianne Vos
Etappes 1, 5 en 6, Marianne Vos
Etappe 3, Loes Gunnewijk
Eindklassement Emakumeen Bira, Marianne Vos
Etappes 1, 2 en 4, Marianne Vos
Etappes 1 en 4 Energiewacht Tour, Marianne Vos
2012
 Olympische Spelen wegrit, Marianne Vos
Ronde van Drenthe, Marianne Vos
Trofeo Alfredo Binda, Marianne Vos
Holland Hills Classic, Annemiek van Vleuten
Open de Suède Vårgårda, Iris Slappendel
GP Plouay, Marianne Vos
 Eindklassement GP Elsy Jacobs, Marianne Vos
Proloog en 2e etappe, Annemiek van Vleuten
Etappe 1, Marianne Vos
 Eindklassement Giro Donne, Marianne Vos
Etappes 1, 2, 4, 7, en 8 Marianne Vos
 Eindklassement BrainWash Ladies Tour, Marianne Vos
Etappes 4 en 6, Marianne Vos
Eindklassement Tour Féminin en Limousin, Marianne Vos
Etappes 1 en 4, Marianne Vos
Prologue Giro della Toscana, Annemiek van Vleuten
Etappe 4, Emakumeen Bira, Annemiek van Vleuten
2013
Wereldbekerklassement, Marianne Vos
Wereldbeker Ploegenklassement
Ronde van Drenthe, Marianne Vos
Ronde van Vlaanderen, Marianne Vos
Waalse Pijl, Marianne Vos
Open de Suède Vårgårda, Marianne Vos
GP Plouay, Marianne Vos
 Eindklassement Trophée d'Or, Marianne Vos
Etappes 1, 2 en 4, Marianne Vos
Etappe 6, Annemiek van Vleuten
 Jongerenklassement Energiewacht Tour, Jolanda Neff
 Eindklassement GP Elsy Jacobs, Marianne Vos
 Puntenklassement, Stage 2, Marianne Vos
Proloog, Annemiek van Vleuten
 Puntenklassement Emakumeen Bira, Marianne Vos
Etappe 1, Marianne Vos
 Puntenklassement Giro Rosa, Marianne Vos
Etappes 3, 4 en 7, Marianne Vos
Etappe 3 Thüringen Rundfahrt, Annemiek van Vleuten
Proloog en 2e etappe Giro della Toscana, Marianne Vos
2014
Wereldbeker Ploegenklassement
Wereldbeker Sprintklassement, Iris Slappendel
Waalse Pijl, Pauline Ferrand-Prévot
La Course by Le Tour de France, Marianne Vos
Sparkassen Giro, Marianne Vos
GP Plouay, Lucinda Brand
 Eindklassement Giro Rosa, Marianne Vos
 Puntenklassement, Marianne Vos
 Jongerenklassement, Pauline Ferrand-Prévot
Proloog en 3e etappe, Annemiek van Vleuten
Etappes 1, 4, 5 en 7, Marianne Vos
Etappe 7 La Route de France, Iris Slappendel
 Eindklassement Energiewacht Tour, Lucinda Brand
 Jongerenklassement, Thalita de Jong
Etappe 4, Lucinda Brand
 Eindklassement GP Elsy Jacobs, Anna van der Breggen
 Puntenklassement, Marianne Vos
 Bergklassement, Pauline Ferrand-Prévot
 Jongerenklassement, Pauline Ferrand-Prévot
Proloog en 2e etappe, Marianne Vos
Etappe 1, Anna van der Breggen
 Eindklassement The Women's Tour, Marianne Vos
 Puntenklassement, Marianne Vos
Etappes 3, 4 en 5, Marianne Vos
 Eindklassement Emakumeen Bira, Pauline Ferrand-Prévot
 Puntenklassement, Marianne Vos
 Bergklassement, Anna van der Breggen
Ploegenklassement
Etappes 1 en 3, Pauline Ferrand-Prévot
Etappes 2 en 4, Marianne Vos
 Eindklassement Ladies Tour of Norway, Anna van der Breggen
 Puntenklassement, Anna van der Breggen
 Bergklassement, Katarzyna Niewiadoma
 Jongerenklassement, Katarzyna Niewiadoma
Ploegenklassement
Proloog en 2e etappe, Marianne Vos
Etappe 1, Anna van der Breggen
 Bergklassement Boels Rental Ladies Tour, Katarzyna Niewiadoma
 Strijdlust etappe 6, Roxane Knetemann
Etappe 3, Marianne Vos
 Eindklassement Lotto Belisol Belgium Tour, Annemiek van Vleuten
 Sprintklassement, Thalita de Jong
 Bergklassement en etappe 4, Anna van der Breggen
 Jongerenklassement, Thalita de Jong
Proloog en 1e etappe, Annemiek van Vleuten
Etappe 2, TTT en Ploegenklassement
2015
Omloop Het Nieuwsblad, Anna van der Breggen
Waalse Pijl, Anna Van der Breggen
La Course by Le Tour de France, Anna van der Breggen
Open de Suède Vårgårda TTT
Erondegemse Pijl, Thalita de Jong
 Eindklassement Giro Rosa, Anna van der Breggen
 Jongerenklassement, Katarzyna Niewiadoma
Etappes 3 en 7, Lucinda Brand
Etappe 5, Pauline Ferrand-Prevot
Etappe 8 (ITT), Anna van der Breggen
 Eindklassement Emakumeen Bira, Katarzyna Niewiadoma
 Eindklassement GP Elsy Jacobs, Anna van der Breggen
Proloog, Anna van der Breggen
Etappe 6 Boels Rental Ladies Tour, Thalita de Jong
Etappe 4 Lotto Belgium Tour, Anna van der Breggen
Proloog en etappe 4 Energiewacht Tour, Anna van der Breggen
Etappe 2b Energiewacht Tour, Lucinda Brand
2016
 Olympische Spelen wegrit, Anna van der Breggen
Women's World Tour
Waalse Pijl, Anna van der Breggen
 Puntenklassement Aviva Women's Tour, Marianne Vos
Etappe 4, Marianne Vos
 Jongerenklassement Giro Rosa, Katarzyna Niewiadoma
Etappe 9, Thalita de Jong
Etappe 3 Ronde van Californië, Marianne Vos
Overig
Omloop van de IJsseldelta, Anna van der Breggen
Ronde van Gelderland, Katarzyna Niewiadoma
7-Dorpenomloop Aalburg, Marianne Vos
Pajot Hills Classic, Marianne Vos
Keukens Van Lommel Ladies Classic, Marianne Vos
Erondegemse Pijl, Lucinda Brand
 Eindklassement GP Elsy Jacobs, Katarzyna Niewiadoma
 Jongerenklassement, Katarzyna Niewiadoma
Etappe 2, Katarzyna Niewiadoma
 Eindklassement Giro del Trentino Alto Adige-Südtirol, Katarzyna Niewiadoma
 Jongeren- en bergklassement, Katarzyna Niewiadoma
 Puntenklassement, Thalita de Jong
Etappe 1, Katarzyna Niewiadoma
Etappe 2a, ploegentijdrit
Etappe 2b, Thalita de Jong
 Eindklassement en etappe 1 Ronde van Noorwegen, Lucinda Brand
 Puntenklassement en etappe 2, Anouska Koster
 Jongerenklassement, Thalita de Jong
 Jongeren- en puntenklassement Holland Ladies Tour, Katarzyna Niewiadoma
Etappe 3 en 6, Katarzyna Niewiadoma
 Puntenklassement Lotto Belgium Tour, Marianne Vos
Etappe 1, Lucinda Brand
Etappe 2, Marianne Vos
Etappes 1, 3 en 5 Thüringen Rundfahrt, Marianne Vos
2017
 Europees kampioenschap op de weg, Marianne Vos
Women's World Tour
 Eindklassement OVO Women's Tour, Katarzyna Niewiadoma
1e etappe, Katarzyna Niewiadoma
 Eindklassement Ladies Tour of Norway, Marianne Vos
Puntenklassement, Marianne Vos
Overig
Omloop van Borsele, Riejanne Markus
Trofee Maarten Wynants, Marianne Vos
7-Dorpenomloop Aalburg, Marianne Vos
Dwars door de Westhoek, Valentina Scandolara
 Eindklassement Gracia Orlová, Riejanne Markus
1e en 3e etappe Gracia Orlová, Riejanne Markus
2e etappe Gracia Orlová, Anouska Koster
 Eindklassement BeNe Ladies Tour, Marianne Vos
2B en 3e etappe, Marianne Vos
2018
Women's World Tour
Ploegenklassement OVO Women's Tour
Puntenklassement OVO Women's Tour, Marianne Vos
Beste Britse OVO Women's Tour, Dani Rowe
8e etappe Giro Rosa, Marianne Vos
1e etappe Emakumeen Bira, Sabrina Stultiens
Open de Suède Vårgårda, Marianne Vos
 Eind- en puntenklassement Ladies Tour of Norway, Marianne Vos
1e, 2e en 3e etappe, Marianne Vos
 Jongerenklassement Boels Ladies Tour, Jeanne Korevaar
Overig
 Jongerenklassement Herald Sun Tour, Jeanne Korevaar
 Eindklassement BeNe Ladies Tour, Marianne Vos
1e etappe, Marianne Vos
2019
Women's World Tour
Trofeo Alfredo Binda, Marianne Vos]
2e etappe OVO Women's Tour, Marianne Vos
2e, 3e, 7e en 10e etappe Giro Rosa, Marianne Vos
La Course by Le Tour de France, Marianne Vos
Eindklassement Ronde van Noorwegen, Marianne Vos
2e, 3e en 4e etappe Ronde van Noorwegen, Marianne Vos
Overig
 Eindklassement Tour de Yorkshire, Marianne Vos
2e etappe Tour de Yorkshire, Marianne Vos
1e etappe GP Elsy Jacobs, Marta Lach
Emakumeen Nafarroako Klasikoa, Ashleigh Moolman-Pasio
Eind- en puntenklassement Tour de l'Ardèche, Marianne Vos
1e, 2e, 3e, 6e en 7e etappe Tour de l'Ardèche, Marianne Vos
2020
Women's World Tour
 Puntenklassement Giro Rosa, Marianne Vos
3e, 5e en 6e etappe Giro Rosa, Marianne Vos
2021
Women's World Tour
Puntenklassement Ronde van Noorwegen, Alison Jackson
2e etappe Simac Ladies Tour, Alison Jackson
Puntenklassement en 4e etappe Ceratizit Challenge, Lotte Kopecky
Overig
Le Samyn, Lotte Kopecky
Eind- en puntenklassement Lotto Belgium Tour, Lotte Kopecky
3e etappe Lotto Belgium Tour, Lotte Kopecky
Bergklassement Tour de l'Ardèche, Pauliena Rooijakkers
2022
Women's World Tour
Puntenklassement Ronde van Scandinavië, Alison Jackson
Overig
3e etappe EasyToys Bloeizone Fryslân Tour, Rachele Barbieri
Omloop der Kempen, Rachele Barbieri

## Kampioenschappen
2006
 Wereldkampioen op de weg, Marianne Vos
 Wereldkampioen veldrijden, Marianne Vos
 Europees kampioen op de weg (U23), Marianne Vos
 Nederlands kampioen op de weg, Marianne Vos
2007
 Nederlands baankampioen (puntenkoers), Marianne Vos
 Nederlands baankampioen (scratch), Marianne Vos
 Belgisch kampioen op de weg, Ludivine Henrion
2008
 Olympisch baankampioen (puntenkoers), Marianne Vos
 Wereldkampioen baan (puntenkoers), Marianne Vos
 Nederlands kampioen op de weg, Marianne Vos
 Belgisch kampioen tijdrijden, Liesbeth De Vocht
2009
 Wereldkampioen veldrijden, Marianne Vos
 Nederlands kampioen op de weg, Marianne Vos
2010
 Wereldkampioen veldrijden, Marianne Vos
 Nederlands kampioen tijdrijden, Marianne Vos
 Nederlands kampioen op de weg, Loes Gunnewijk
 Belgisch kampioen op de weg, Liesbeth De Vocht
2011
 Wereldkampioen veldrijden, Marianne Vos
 Wereldkampioen baan (scratch), Marianne Vos
 Nederlands kampioen veldrijden, Marianne Vos
 Nederlands kampioen tijdrijden, Marianne Vos
 Nederlands kampioen op de weg, Marianne Vos
2012
 Olympisch kampioen op de weg, Marianne Vos
 Wereldkampioen op de weg, Marianne Vos
 Belgisch kampioen tijdrijden, Liesbeth De Vocht
 Nederlands baankampioen (koppelkoers), Marianne Vos & Roxane Knetemann
2013
 Wereldkampioen op de weg, Marianne Vos
 Wereldkampioen veldrijden, Marianne Vos
 Wereldkampioen veldrijden (U23), Jolanda Neff
 Nederlands kampioen op de weg, Lucinda Brand
 Nederlands kampioen veldrijden, Marianne Vos
 Belgisch kampioen op de weg, Liesbeth De Vocht
 Belgisch kampioen tijdrijden, Liesbeth De Vocht
 Frans kampioen tijdrijden, Pauline Ferrand-Prevot
 Frans kampioen veldrijden (U23), Pauline Ferrand-Prevot
 Zwitsers kampioen veldrijden (U23), Jolanda Neff
2014
 Wereldkampioen op de weg, Pauline Ferrand-Prevot
 Wereldkampioen veldrijden, Marianne Vos
 Europees kampioen op de weg (U23), Sabrina Stultiens
 Europees kampioen MTB (U23), Pauline Ferrand-Prévot
 Europees kampioen veldrijden (U23), Sabrina Stultiens
 Nederlands kampioen op de weg, Iris Slappendel
 Nederlands kampioen tijdrijden, Annemiek van Vleuten
 Nederlands kampioen veldrijden, Marianne Vos
 Frans kampioen op de weg, Pauline Ferrand-Prevot
 Frans kampioen tijdrijden, Pauline Ferrand-Prevot
 Frans kampioen veldrijden, Pauline Ferrand-Prevot
 Frans kampioen MTB, Pauline Ferrand-Prevot
 Duits baankampioen (omnium), Anna Knauer
2015
 Wereldkampioen veldrijden, Pauline Ferrand-Prevot
 Wereldkampioen MTB, Pauline Ferrand-Prevot
 Europees kampioen op de weg (U23), Katarzyna Niewiadoma
 Nederlands kampioen op de weg, Lucinda Brand
 Nederlands kampioen tijdrijden, Anna van der Breggen
 Nederlands kampioen veldrijden, Marianne Vos
 Australisch kampioen tijdrijden, Shara Gillow
 Duits baankampioen (puntenkoers), Anna Knauer
 Frans kampioen op de weg, Pauline Ferrand-Prevot
 Frans kampioen veldrijden, Pauline Ferrand-Prevot
 Frans kampioen MTB, Pauline Ferrand-Prevot
2016
 Olympisch kampioen op de weg, Anna van der Breggen
 Wereldkampioen veldrijden, Thalita de Jong
 Europees kampioen op de weg, Anna van der Breggen
 Europees kampioen op de weg (U23), Katarzyna Niewiadoma
 Europees kampioen veldrijden, Thalita de Jong
 Pools kampioen op de weg, Katarzyna Niewiadoma
 Pools kampioen tijdrijden, Katarzyna Niewiadoma
 Nederlands kampioen op de weg, Anouska Koster
 Nederlands kampioen veldrijden, Thalita de Jong
2017
 Europees kampioen op de weg, Marianne Vos
 Europees kampioen strandracen, Riejanne Markus
 Nederlands kampioen veldrijden, Marianne Vos
2018
 Israëlisch kampioen tijdrijden, Rotem Gafinovitz
2019
 Zuid-Afrikaans kampioen op de weg, Ashleigh Moolman-Pasio
2020
 Wereldkampioene Zwift E-sports, Ashleigh Moolman-Pasio
 Pools kampioen op de weg, Marta Lach
 Zuid-Afrikaans kampioen op de weg, Ashleigh Moolman-Pasio
 Zuid-Afrikaans kampioen tijdrijden, Ashleigh Moolman-Pasio
2021
 Belgisch kampioen op de weg, Lotte Kopecky
 Belgisch kampioen tijdrijden, Lotte Kopecky
2022
 Tsjechisch kampioen op de weg, Tereza Neumanová
2023
 Spaans kampioen op de weg, Mavi García
Antoshina · De Jong · De Vocht · Düster · Ferrand-Prévot · Kitchen · Knetemann · Slappendel · Stultiens · Talen · Van Paassen · Van Vleuten · Vos
Brand · De Jong · De Vocht · Ferrand-Prévot · Guarnier · Knetemann · Neff · Niewiadoma · Slappendel · Stultiens · Talen · Van Paassen · Van Vleuten · Vos
Brand · De Jong · Ferrand-Prévot · Knauer · Knetemann · Niewiadoma · Slappendel · Stultiens · Tenniglo · Van der Breggen · Van Paassen · Van Vleuten · Vos
Brand · De Jong · Ferrand-Prévot · Gillow · Knauer · Knetemann · Korevaar · Koster · Niewiadoma · Stultiens · Tenniglo · Van der Breggen · Vos
Brand · De Jong · Ferrand-Prévot · Gillow · Kastelijn · Knetemann · Korevaar · Koster · Niewiadoma · Tenniglo · Van der Breggen · Vos
Gafinovitz · Kastelijn · Kitchen · Korevaar · Koster · Markus · Niewiadoma · Plichta · Scandolara · Tenniglo · Vos
Gafinovitz · Van der Heijden · Kastelijn · Korevaar · Koster · Markus · Van de Ree · Rooijakkers · Rowe · Stultiens · Vos
Demey · Van der Heijden · Korevaar · Kuijpers · Lach · Markus · Moolman-Pasio · Rooijakkers · Skalniak · Stultiens · Vos
Bertizzolo · Demey · Van der Heijden · Jaskulska · Korevaar · Kuijpers · Lach · Markus · Moolman-Pasio · Nerlo · Paladin · Rooijakkers · Skalniak · Stultiens · Vos
Bertizzolo · Demey · Jackson · Jaskulska · Kopecky · Korevaar · Kuijpers · Paladin · Rooijakkers · Stultiens
Barbieri · Buurman · de Jong(vanaf 1/6) · Demey · van der Hulst · Jackson · Jaskulska · Korevaar · McGowan · Neumanová · Ragusa · Smulders · Stultiens · Ton
Andersson · Barbieri · Buurman · Demey · García · van der Hulst · Jaskulska · de Jong · Korevaar · McGowan · Neumanová · Ragusa · Smulders · Stultiens · Ton
2006 · 2007 · 2008 · 2009 · 2010 · 2011 · 2012 · 2013 · 2014 · 2015 · 2016 · 2017 · 2018 · 2019 · 2020 · 2021 · 2022 · 2023